# 북원
북원(北元, ᠤᠮᠠᠷᠳᠤ ᠶᠤᠸᠠᠨ ᠤᠯᠤᠰ,  1368년 ~ 1635년 2월 26일)은 명나라의 주원장에게 밀려 몽골고원의 초원지대로 돌아간 이후의 원나라를 부르는 말이다. 이들은 이후로도 원나라의 국호였던 대원대몽골국(大元大蒙古國, 중세 몽골어: ᠳᠠᠢ
 ᠦᠨ
 ᠶᠡᠬᠡ
 ᠮᠣᠩᠭᠣᠯ
 ᠤᠯᠤᠰ 다이 온 예케 몽골 울루스)이라는 국호를 계속 사용하였으나 1388년 이후로 잠시동안 "몽골(蒙古)"이라는 명칭이 다시 사용되었으며, 그들 스스로는 자신들을 마흔과 넷(四十四万蒙古, 중세 몽골어: ᠳᠥᠴᠢᠨ ᠳᠥᠷᠪᠡᠨ 도친 두르븡)이라고 칭했다. 중국에서는 당시의 북원을 "타타르(중국어: 韃靼 달단[*])"라고 불렀다. 국호는 계속 예케 몽골 울루스, 대원대몽골국이라 자처했으나 몽골 제국과의 구별을 위해 44몽골고 4오이라트 시대, 소칸 시대의 몽골, 정치적 붕괴 시대의 몽골, 14~17세기의 몽골이라고도 한다. 중국에서는 타타르, 잔원(残元) 등으로 불렀다.
1368년 원 순제(토곤 테무르)는 대도(大都)가 함락되자, 이를 버리고 만리장성 북쪽의 상도(上都)로 패주했다. 이때까지만 해도 원나라는 여전히 대다수의 지역들(산서, 영북, 요양, 감숙, 섬서, 운남)에서 영향력을 행사하고 있었다. 이때 명나라와 북원의 대치는 중국 역사상 또 하나의 남북조 시대라고 일컫을 수 있다.
14세기 말이 되자 북원은 완전히 중국에서 축출되었다. 이미 명나라와 전쟁을 벌이면서 막대한 인명 손실을 입었고, 내부의 몽골 제부족들을 통제하기 어렵기도 하여 더이상 남하할 여력이 없어진 북원은 이후에도 번번히 중국 변경을 약탈했으나 별다른 소득은 없었다. 1370년에 토곤 테무르가 응창에서 훙거하자, 그의 아들인 원 소종(元 昭宗)과 그 동생 천원제(天元帝)는 내몽골에서 더욱 북진하여 외몽골로 들어갔고, 이후로도 부친의 유지를 이어받아 중원의 땅을 회복하려 시도했지만 번번히 실패하였다. 원나라 최후의 명장 코케 테무르가 사망하고 나하추가 명에 항복하자 북원의 세력은 더욱 쇠퇴하고, 1388년 부이르 누르의 동북 방면에서 명군에게 대패하였으며, 토구스 테무르는 투울 강 기슭에서 아리크부카의 후손인 이수데르에게 살해되었다. 이후 정주성을 상실하고 완전히 다시 유목민화된 북원은, 이전 중원 왕조의 잔존 세력으로써가 아니라 단순히 유목민들의 정치 체제집단으로 변모하였다.
천원제 사후에 몽골은 동부의 타타르부(韃靼)와 서부의 오이라트부(瓦剌, 오이라트 연맹)으로 분열되었고, 올량합(兀良哈)나 하미(哈密) 등의 다른 부족들도 명나라에 차례차례 복속하였다. 그뒤로 오이라트의 세력이 점차 강성해져, 정통 3년에 이르면 오이라트 수령 토곤이 타이순 칸을 살해하고 몽골 제부족들을 일시적으로 통일하였으며, 토곤의 아들 에센은 명나라에 침입하여 황제를 사로잡는 토목의 변을 일으키기도 하였다. 그러나 그가 1455년에 암살당한 뒤로 오이라트의 세력도 쇠미하였고, 그뒤로는 계속해서 분열이 반복되다가 15세기 말이 되자 타타르부의 다얀 칸이 몽골을 재통일했다. 그는 6투멘이라는 이름으로 몽골 지역을 나눈 뒤에 이를 자신의 아들들과 친척들에게 각각 분봉하여 대칸의 지배력을 공고히 하였으며, 계속해서 반항하던 오이라트에 정벌 원정을 감행하고 중국 변경에 군사적 압력을 가하는 등 몽골에 중흥기를 가져왔다.
다얀 칸 사후 몽골은 내부 분열로 인해 급격히 쇠퇴하여 다시는 재기하지 못했고, 최후의 위대한 군주였던 링단 칸마저 1632년에 후금의 홍타이지에게 패한 뒤로는 완전히 쇠락하였다. 마침내 숭정 8년 (1635년 6월 12일), 링단 칸의 아들이자 마지막 대칸이었던 에제이 칸이 청나라에게 항복하면서 몽골 제국에서부터 내려오던 북원의 430년 역사가 끝을 맺었다.

## 국호
1368년 이후의 몽골 정권에는, 이 문서의 명칭이자 공식적으로 가장 많이 쓰이는 '북원(北元)'을 포함하여 다양한 영칭이 있으나 이것이 의미하는 바에 대하여 논란의 여지가 다분하며, 또한 중세의 몽골사를 다루는 역사학자들의 논저에서는 '북원'이라는 명칭이 자주 등장함에도 볼구하고 이 개념의 사용 범위를 구분하는 데에 있어서 그들마저도 서로 의견이 분분한데, 쟁점은 '북원'의 점주를 1368년부터 천원제 토구스테무르 우스칼 칸이 시해당한 1388년까지 20년간의 몽골로 보느냐, 혹은 이후에 몽골 제부족들이 청나라 홍타이지에게 복속하기 직전인 1635년까지 268년간의 몽골로 보느냐는 것이다. 중국에서는 타타르, 달단, 잔원(残元) 등으로 불렀다.
이 문제에 대하여 중국 역사가들은 일찍부터 깊이 토론하였는데, 결과적으로 그들은 '북원'은 천원제 토구스테무르가 패망한 1388년까지 적용되어야 한다고 보았고, 그 후의 몽골 정권에 대해서는 원나라와 관련한 국호가 아니라 단순히 '몽골'이라고 불러야 한다고 하였다. 원나라 국호의 폐기는 몽골 정권이 중원 쟁탈을 포기하고 몽골 지역 자체에 입각했다는 의의를 가진다.
따라서 '북원'은 1368년 이후 몽골 정권의 한 단계만을 가르키는 용어로 보아야하는 것이 타당할 것이다. 이를 뒷받침하는 근거는 다음과 같다.
1. 천원제 토구스테무르가 패망한 이후 몽골 사료에서 원나라 국호의 사용은 더 이상 나타나지 않는다.[11]
2. 원나라의 전통적인 제호, 시호, 연호 등이 천원제 토구스테무르의 사후에는 사용되지 않고 사라졌다.[12][13][c]

'북원 시대(1368년~1388년)' 이후의 몽골은 "타타르 시대(1388년~1635년)"로 접어들었다. 그러나 칭기즈 칸에서부터 시작된 '대몽골국'이라는 이름은 계속 사용되었으며, 원나라 시대의 한제 관직도 비록 형식적이기는 하나 지속적으로 유지되었고 다얀 칸의 시기에 가서야 변화가 일어난다. 대몽골 칸 정권의 정통성은 1635년 차하르부가 후금에게 멸망하기 전까지 계속되었다.
본 문서에서의 '북원'은 일반적으로 1368년에서 1635년까지의 몽골사를 편의상 포괄하여 사용하고 있다.
而敵自脫古思帖木兒後, 部帥紛拏, 五傳至坤帖木兒, 咸被弑, 不復知帝號. 有鬼力赤 者篡立, 稱可汗, 去國號, 遂稱韃靼云.
"적(몽골)은 탈고사첩목아(脫古思帖木兒, 토구스테무르 우스칼 칸) 이후부터 부족의 우두머리들이 어지럽게 서로 싸워 오대(五代)가 전해져 곤첩목아(坤帖木兒, 군 테무르 토고간 칸)에 이르렀는데, 모두 피살되어 다시는 황제의 연호를 알지 못한다. (나중에) 귀력적(鬼力赤, 굴리치 울루그테무르 칸)이라는 자가 제위(帝位)를 찬탈(簒奪)하여 카안이라고 칭하고 국호(國號)를 버리고 마침내 달단(韃靼, 타타르)이라 칭했다고 한다.— 「명사(明史)」 327권 열전 25제

## 역사

### 초원으로 물러나다

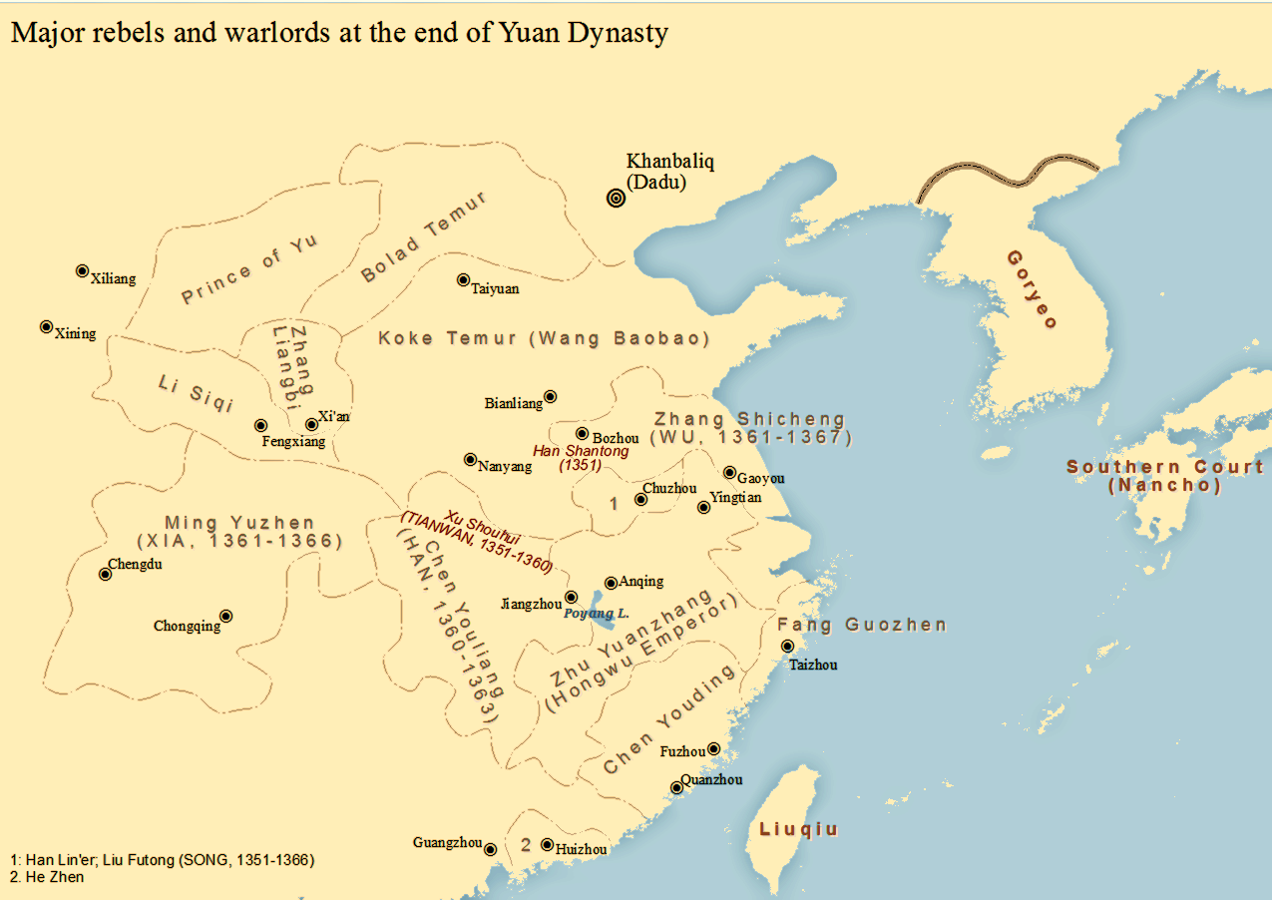
원 말기의 반란 세력들과 군벌

1368년 1월 23일, 명 태조(홍무제) 주원장은 황제의 자리에 올라 명나라를 건국하고 경쟁자들을 차례차례 물리쳐 남중국 일대를 통일하였으며, 장군 서달으로 하여금 북진하여 중원 지역으로 나아가도록 하였다. 지정 28년 정월 4일 (1368년 1월 23일)에 이르면 명군은 이미 원나라의 수도인 대도 이남까지 다다른 상태였다. 지정 28년 윤7월 27일 (1368년 9월 9일)에 원 혜종 토곤테무르는 진남왕 토곤의 넷째 아들인 회왕 테무르부카(帖木儿不花)를 임시 감국에 봉한 뒤 배경동(拜慶童)을 중서좌승상으로 삼아 두명에서 함께 항전하도록 명하고, 지정 28년 윤7월 28일 (1368년 9월 10일)에는 청녕전에서 삼궁후비(三宮後妃)·황태자(皇太子)·황태자비(皇太子妃)를 모두 모아 상도로의 퇴각을 제의하였다. 지추밀원사 흑시(黑厮), 내시 조백안 등은 대도에서의 결사항전을 간언했지만 혜종은 이를 듣지 않고 한밤중에 백여명과 함께 응창으로 피신하였다. 이후 지정 28년 8월 초이틀 (1368년 9월 14일)에 명군이 대도를 함락시킴에 따라 원나라는 완전히 몰락하였고, 본토인 몽골 초원으로 다시 되돌아오게 되었다.
원 혜종이 대도에서 철수한 이후에도 몽골 정권은 계속 대원(大元)이라는 국호를 사용하였다. 당시 고려인들은 이를 두고 '북쪽으로 올라간 원나라'라는 뜻의 '북원(北元)'이라 불렀다. 이때 원나라는 영북, 요양, 감숙 이외에도 코케 테무르, 이사제, 장양필 등의 군벌들이 통치하는 행중서성의 서부 지역 (오늘날의 산서)을 간접지배했으며, 운남성의 서남부 지역에도 영향력을 다소 미치고 있었다. 또한 회회인들을 통해서 오늘날의 신장 위구르 자치구, 중앙아시아 등지와도 경제적-정치적인 관계를 어느정도 유지하였다.

### 중원을 완전히 잃어버리다
지정 28년 8월 4일 (1368년 9월 16일), 원 혜종은 상도에 도착하였다. 그 무렵에 명군은 산서성과 대도 이북으로 진격 중이었다. 정28년 10월 3일 (1368년 11월 13일)까지 장군 빙승(冯勝)과 탕화(汤和)는 회경(怀慶)을 함락시켰고 그 여세를 몰아 택주(澤州) 및 노주(魯州)를 쳐 떨어뜨렸으며, 명장 서달은 코케 테무르를 물리쳐 태원을 점령하고 감숙 일대를 장악하였다. 지정 29년 정월 25일 (1369년 3월 3일)에는 대동이 함락되어 원나라는 마침내 중서성의 서부 지역을 상실하였다.
지정 29년 3월 6일 (1369년 4월 12일), 서달은 봉원(奉元)을 함락시키고 서안까지 나아갔으며, 원측의 장수인 장양필과 이사제를 잇달아 패퇴시켰다. 지정 29년 4월 1일 (1369년 5월 7일)에는 코케 테무르를 흔들고 속히 군대를 두 갈래로 나누어 진군하였다. 지정 29년 4월 11일 (1369년 5월 17일)에 명군은 공창(巩昌)을 함락시켰으며 원 장수 쿠투테무르(忽都帖木儿)는 이 시점에서 상도에 거하고 있었다. 지정 29년 4월 13일 (1639년 5월 19일), 이사제는 명나라에 항복했다.
지정 29년 6월 12일 (1369 7월 15일), 명나라 측은 대흥(大興)을 함락시키고 중서우승상은 포로로 사로잡혔다. 이튿날 명군이 상도에 육박하자 원 혜종은 상도에서 퇴각하여 당일에 응창에 도착하였다. 이틀 뒤인 지정 29년 6월 15일 (1369년 7월 18일)에 콩코테무르(晃火帖木儿)가 이끄는 원군이 오던 도중에 신개령 전투에서 명군에게 대패하여 궤멸되었다. 지정29년 7월 19일 (1369년 8월 21일), 원나라가 원주(原州)와 경주(涇州)를 함락시켜 경양(慶陽)의 구원에 나섰으나 명나라 장수 빙종이(冯宗異)가 역마관(驛馬關)에서 명군을 이끌고 이를 요격하였다. 지정 29년 8월 21일 (1369년 9월 22일), 경양이 함락되었고 산서에서의 원나라 세력은 일제히 축출되었다.
지정 30년 정월 초 3일 (1370년 1월 30일), 명 태조는 제1차 북벌을 일으켜 장수 서달, 이문충, 탕화에게 각각 병력을 주어, 세 갈래로 나누어 속히 진격하도록 하였다. 원 혜종은 이에 맞서 대신 삼보노(三宝奴)에게 조서를 내려 코케 테무르와 함께 이를 막도록 하였는데 지정 30년 4월 7일 (1370년 5월 2일)에 원나라 군대는 서달이 이끄는 명군에게 대패하여 거의 궤멸되기에 이르렀다. 지정 30년 4월 28일 (1370년 5월 23일), 원 혜종이 응창에서 51세의 나이로 이질에 걸려 붕어하였으며 황태자 아유르시리다라가 뒤를 이어 원 소종(元 昭宗)으로 즉위했다. 아유시리다라는 비록 패퇴하긴 했으나 군재가 뛰어나고 원 정권에 충성했던 코케 테무르를 국사에 중용하여 명군에 재차 저항하고자 하였다.
선광 원년 2월 28일 (1371년 3월 15일), 원나라의 요양행성 평장 유익(劉益)은 항하표, 요동지도 및 소속 병마전량(兵馬钱量)의 액수를 모두 헌납하여 우승 동준(東遵), 첨원 양현(楊賢)을 명나라에 보내 항복하였고, 이로써 요동 남부가 명나라에게로 넘어갔다. 그러나 그 밖의 요동 지역은 원나라 장수 나하추(纳哈出)가 여전히 장악하고 있었는데, 그는 이곳에 20만 대군을 주둔시켜 대략 10년 동안 명군과 대치하면서 명나라의 회유를 거부하였다. 나하추는 지병(知兵)을 내어 명나라 군대를 여러차례 물리쳤으므로, 그의 치하에서 요동은 오랫동안 안정을 유지하여 북원 정권의 중요한 기둥이 되었으며, 북원과 고려의 연대를 도와주기도 하였다.
운남 곤명을 지키던 양왕(梁王) 정권은 원나라의 중국 통치가 끝나고 몽골인들이 북방 초원으로 퇴각한 이후에도 몽골에 충성을 다했다. 선광 원년 (1371년)에 명 태조는 탕화 등의 장군을 보내어 사천(四川)에 웅거한 명옥진(明玉珍)의 명하(明夏) 정권을 멸망시키고, 서남 지방은 운남을 중심으로 명나라에 계속해서 저항하였으나 나중에 무력으로 합병되기에 이르렀다.

### 중흥지세
원나라의 명장 코케 테무르는 여전히 막북에 주둔하면서 명군을 견제하였다. 이에 명 태조는 여러 차례 서신을 보내어 항복을 권유하였으나, 코케 테무르는 아랑곳하지 않아 명 태조로부터 "당세의 기이한 남자(當世奇男子)"라 불렸다. 선광 2년 정월 26일 (1372년 3월 1일), 명 태조는 제2차 북벌을 일으켰다. 서달과 이문충(李文忠)은 각각 중로의 안문(雁門)과 동로의 거용관에서 출발하여 북진, 몽골 정권의 본거지인 카라코룸을 공격하기로 하였으며, 풍승은 란주(蘭州)에서 출발하여 감숙 지역을 완전히 정벌하는 것을 목표로 하였다. 선광 2년 3월 20일 (1372년 4월 23일), 코케 테무르는 먼저 명나라의 선봉장 남옥(南玉)과 맞서 싸우는 척 하다가 후퇴하여 명군을 툴라 강변으로 깊숙하게 끌어들인 뒤에 적이 영북의 직전까지 다가오자 자신의 본대와 부장 하종철(賀宗哲)이 이끄는 대군을 일제히 일으켜 명나라 군대를 대파하였는데 코케 테무르가 기세를 타고 명군을 닥치는대로 마구 살상하니 이 싸움에서 죽은 명군이 수만여 명에 달했다. 명나라는 풍승의 군대만이 좋은 성과를 거두었다. 선광 2년 6월 3일 (1372년 7월 3일), 원나라는 과주(瓜州)와 사주(沙州)를 풍승에게 빼앗겼고 이로 인하여 감숙 지방마저 완전히 명나라에게 넘어갔지만, 툴라 강에서의 패배로 명 태조는 10년 넘게 북벌을 다시 일으키지는 않았다. 한편 선광 8년 4월 13일 (1378년 5월 10일), 원 소종이 사망하자 그 동생인 천원제(天元帝) 토구스테무르가 즉위하였다.

### 원 황조 통치의 종말
천원 9년 (1387년), 이때 즈음에 코케 테무르는 이미 세상에 없었고 원나라 장수들도 대부분 명나라에게 투항하거나 사망한 상태였으며, 오직 나하추만이 여전히 20만 대군을 가지고 요양에 주둔하고 있었다. 천원 9년 정월 2일 (1387년 1월 31일)에 풍승, 부우덕, 남옥 등의 명나라 장수들은 나하추의 근거지인 금산·농안·이통하 공략을 목표로 하여 다시 북벌을 감행하였다. 명나라의 갑작스러운 군사적 압박으로 인하여, 결국 나하추는 천원 9년 6월 29일 (1387년 7월 14일)에 명나라에게 항복하였고 이로써 북원 조정은 요양 지역을 상실하여 군사적·경제적으로 막대한 타격을 입었고, 고려와의 연대도 이때에 이르러 끊어졌으며 더욱이 동부의 우군이었던 나하추를 잃어 훌룬 부이르-크룰룬 강 일대를 정치적 중심지로 삼았던 북원은 명군의 공격에 고스란히 노출되게 되었다.
천원 10년 (1388년) 3월, 남옥은 15만 대군을 이끌고 재차 북벌을 감행, 고비사막을 건너 몽골 초원 동쪽의 강주(慶洲)에 이르렀다. 천원 10년 4월 12일 (1388년 5월 18일)에 남옥은 어로아해(捕魚兒海, 오늘날의 부이르 호) 부근에서 원나라 군대를 대파하고, 여러 황족들과 고위 관료들, 도솔 3천 명, 남녀 7만여 명, 가축 10만 마리를 사로잡은 뒤 귀환하였다. 이 소식을 들은 천원제는 동부 지역의 상황을 반전시키려 출병하였으나 명군의 갑작스러운 습격을 받아 패주하였고, 이후 아리크부카의 후손이었던 이수데르에게 시해당하였다. 중국사학계에서는 이수데르가 천원제의 인새를 빼앗고 원나라의 국호를 폐지한 점, 스스로를 '대원의 카안'이 아닌 '달단 (몽골)의 칸'이라고 자처하며 더 이상 제호와 연호를 사용하지 않았다는 점 등에서 이 때에 북원이 멸망했다고 본다.

### 오이라트의 흥기

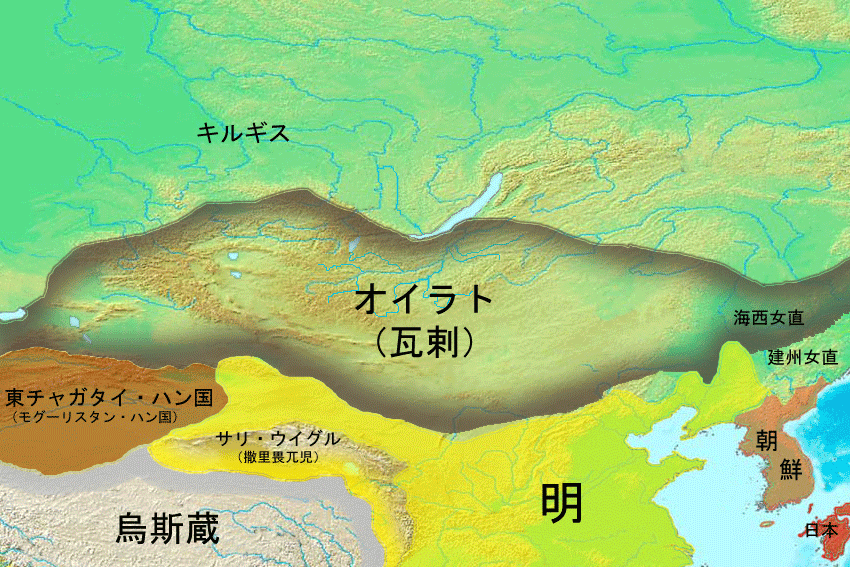
15세기 초~중기의 오이라트

홍무 21년 연간 (1388년)에 북원이 멸망한 이후 몽골은 몽골본부(蒙古本部), 즉 보르지긴 통치 하의 "동몽골(韃靼)"과 오이라트 연맹 통치 하의 "서몽골(瓦剌)", 그리고 명나라에게 복속하여 교역권을 얻은 "올량합 3위(兀良哈三衛)"로 나뉘어졌다. 동몽골은 오늘날의 오논 강, 크룰렌 강, 바이칼 호수 일대에 위치하였고 서몽골은 코브도 강, 이르티시 강, 그 남쪽의 준가르 분지에 위치하였으며, 올량합 3위는 명초에 기록된 바에 따르면 오늘날의 흥안령 동쪽, 해서(쑹화강) 서쪽, 북해의 남쪽, 황수(시라무렌 강)의 북쪽에 거주하였다.  이들 3부 가운데 처음에는 동몽골이 중앙 초원지대를 차지하여 가장 강력했고 명나라와의 관계도 매우 복잡하였다. 그러나,「명사(明史)」에 따르면 "(동몽골은) 토구스테무르 이후부터 여러 부족장들이 서로 싸워 군 테무르에 이르렀는데, 그마저도 살해당하여 다시는 황제의 연호를 알지 못한다"라고 하였다. 이때 보르지긴 가문의 힘은 크게 약화되었고, 명의 변경지대에 대한 위협도 줄어들었다.
북원이 붕괴하고 동몰골에서 보르지긴 가문이 몰락하는 동안 서몽골의 오이라트는 흥기의 기회를 잡았다. 명나라 영락제는 정난의 변 연간에 군사를 일으키면서 오이라트와 통하기도 했으며, 건문제를 몰아내고 즉위한 후에도 몽골 제부족들 가운데 오이라트와 계속 관계를 유지하였다. 1408년, 영락제는 동몽골의 제23대 대칸이었던 울제이테무르 칸에게 조공을 요구했지만 몽골은 명의 사신이었던 급사중 곽기를 살해하는 것으로 이에 응답했다. 격노한 명락제는 몽골의 칸정을 멸하기 위하여 북벌을 일으켰는데, 그 무렵에 오이라트의 세 유력자인 마하무드, 타이핑, 바투 볼라드 등이 명나라에 와서 조공을 바쳤다. 영락제는 마하무드에게 순녕왕(順寧王)과 금자광록대부(金紫光祿大夫) 등을, 타이핑에게는 현의왕(賢義王)을, 바투 볼라드에게는 안락왕(安樂王)의 왕작을 각각 하사하였다. 명나라로부터 직책을 받는다는 것은 황제에게 조공을 바칠 수 있다는 말과 일맥상통하고, 이는 곧 명나라와 직접 교역할 수 있다는 것을 의미하니, 이후의 오이라트는 명과의 교역을 통해 마련한 재력을 바탕으로 급속하게 성장하였다. 이후 영락제의 몽골 친정(1409년~1424년)이 시작되자 동몽골은 완전히 혼란에 빠졌다. 그 틈에 마흐무드는 몽골 서부에까지 영향력을 확대하여, 몽골의 여러 제부족들을 휘하에 거느리게 되었다. 이리하여 오리라트는 서몽골의 단순한 일개 부족이 아니라 동몽골의 여러 유력 부족들이나 대칸에 버금가는 세력을 지닌 거대 부족으로 성장하였다.
영락제는 오이라트의 성장에 위협을 느끼기 시작했다. 그가 오이라트를 지원한 것은 어디까지나 몽골에 대하여 이이제이(以夷制夷)를 통해 양측의 세력을 모두 약화시키려는 의도였지, 이들을 몽골만큼 위협적인 세력으로 성장시키려는 의도는 결코 아니었다. 마침 마하무드가 명나라에 의해 화령왕(和寧王)으로 봉해진 아룩타이를 수차례 공격하였다. 명나라는 오이라트가 아룩타이를 공격하지 않도록 하기 위해서 교역 중단 등의 압력을 가하였으나, 영락제의 의중을 파악한 마하무드는 오히려 명나라를 침공할 계획을 세웠다. 이를 알게 된 영락제는 1414년 오이라트 친정을 단행하여 마하무드를 대파하였다. 오이라트는 패배했고, 명나라 군대가 철수하자 말을 바쳐 용서를 구하였다.
그러나 오이라트는 이를 금세 회복하였다. 1423년 마하무드의 아들인 토곤은 크룰렌 강 일대의 동몽골인들을 공격, 수많은 포로들과 가축을 사로잡아 끌고 갔고 나머지 두 수령들(타이핑, 바투 볼라드)를 복속시켜 서몽골 각부를 모조리 장악하였으며, 1434년에 재차 동몽골에 침입한 뒤 아룩타이와 그가 옹립한 아다이 칸을 살해하며 동서몽골을 통일하기에 이르렀다. 이후에 토곤은 스스로 대칸을 칭하려 하였으나, 신하들이 그가 황금씨족이 아니라는 이유를 들면서 강하게 반발하자 포기하였다. 그 대신 타이순 칸을 옹립하여 후룬베이얼의 초원 지대에 거하도록 하고, 딸을 그에게 시집보내고 대칸 다음가는 직책인 타이시(太師)를 자처하여 장성 이북 초원 지대의 정치적-경제적 실권을 모두 손에 넣었다. 1439년에 토곤이 죽자 그 아들인 에센이 타이시에 올랐는데 그의 통치 기간 동안 오이라트의 세력은 최성기에 이르러, 동몽골의 각부를 통제하였을 뿐만 아니라 군사적 압력, 봉관설치, 혼인 동맹 등의 수단을 이용하여 키르기스, 하미, 사주(沙州), 한동(罕东), 치근(赤斤), 올량합 등을 모두 복속시킴으로써 장성 이북을 장악하였고 동쪽으로는 만주의 여진과 조선에서부터 서쪽으로는 탈라스와 발하슈 호 일대의 금장 칸국과 국경을 접하였다.

#### 토목의 변
脫懽死, 子也先嗣, 益桀驁自雄, 諸部皆下之, 脫脫不花具可汗名而已. 脫脫不花歲來朝貢, 天子皆厚報之, 比諸蕃有加, 書稱之曰達達可汗, 賜賚幷及其妃. 十四年秋, 也先謀大擧入寇, 脫脫不花止之曰: 「吾儕服食, 多資大明, 何忍爲此?」 也先不聽, 曰: 「可汗不爲, 吾當自爲.」 遂分道, 俾脫脫不花侵遼東, 而自擁衆從大同入. 帝親征之, 駕於土木陷焉. 景皇帝自監國卽位, 尊帝爲太上皇帝. 明年秋, 上皇歸自也先.
태환(脫懽, 토곤)이 죽자 아들 야선(也先, 에센)이 뒤를 이었는데, 더욱 성질이 사납고 교만했으며 스스로 웅걸(雄傑)을 칭하였고, 여러 부락이 모두 그의 손아래 들어와 태태불화(脫脫不花, 톡토아부카 타이순 칸)는 가한(可汗)이라는 칭호만 갖추고 있을 뿐이었다. 태태불화가 매년 내조하여 진공하자 천자는 모두 그에게 후하게 보답하였는데, 여러 번(蕃)에 비해 더 많이 주었고 문서에 그를 칭하여 달달가한(達達可汗, 몽골의 카안)이라고 하였으며, 그의 비에게도 아울러 상을 하사했다. 정통 14년(1449) 가을에 야선이 대거 들어와 노략질하려고 하였는데, 태태불화가 그를 제지하며 이르기를, “우리들 의복과 식량(服食)은 대부분 대명(大明)의 도움을 받았는데 어찌 차마 이런 일을 하려는가?”라고 하였다. 야선이 듣지 않고 말하기를, “가한이 하지 않아도 내가 마땅히 스스로 할 것입니다”라고 하였다. 마침내 길을 나누어 태태불화에게 요동을 침입하게 하고, 자신은 무리를 이끌고 대동(大同)에서 침입하였다. [이에] 황제가 친정(親征)하였으나, 어가(御駕)가 토목(土木)에서 함락되었다. 경황제(景皇帝)가 감국(監國)하다가 [황제에] 즉위(卽位)하여, 황제(영종)를 높여 태상황제(太上皇帝)라 하였다. 이듬해(1450) 가을에, 상황(上皇, 영종)이 야선이 있는 곳에서 돌아왔다.— 「명사(明史)」 325권 열전 215제 외국 8

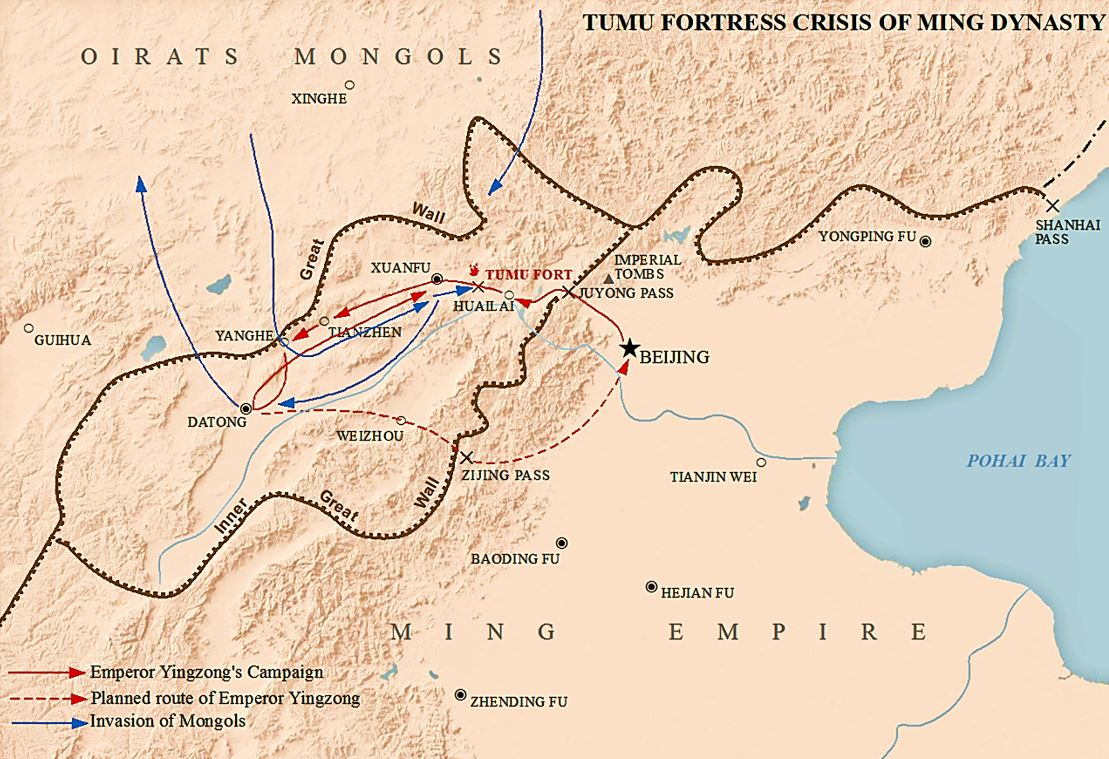
토목의 변 전개도

에센의 통치 하에서 오이라트는 세력이 매우 늘어 항상 중원 지역을 노렸지만, 이를 표면으로 드러내지는 않았으며 오히려 명나라에 바치는 공물 양을 점차 늘려갔다. 그러나 그와 동시에 세력을 계속 확장하여 명나라의 북방 국경을 지속적으로 위협하였다.
정통 9년 (1444년)부터 오이라트는 대대적인 명나라 침공을 준비하면서 장성 이북의 부족들을 상대로 일련의 군사행동을 벌였다. 정통 10년 (1445년)에는 하미국(哈密國, 카라델)로 쳐들어가 복속시키고, 이듬해에는 올량합 3위(兀良哈三卫)를 정복하고 사주위(沙州卫), 적근몽고위(赤斤蒙古卫), 한동위(罕东卫) 등 가욕관 서부의 삼위를 점령하여 몽골의 막남, 막서, 막북을 철저히 장악함으로써 온 사방에 세력을 떨쳤다. 명나라 조정의 많은 관료들은 오이라트의 강성함에 경각심을 갖고 경계하였으나 당시 환관 왕진(王振)이 전횡을 일삼으면서 국정을 농단하고 있었으므로 아무런 조치도 할 수가 없었다.
한편 영락제의 치세에서부터 시작된 몽골의 조공 무역은 마시(馬市)라는 형태로 관례화되어 정통제 대에까지 내려온 상태였다. 명 조정은 국경에 호시(互市)를 두어 유목민들의 준마 및 호피과 중국의 물자를 서로 교환하는 것을 전제하여 무역을 실시하였는데, 에센은 여기에 주목하여 정통 13년 (1448년) 12월의 기록에 따르면 "인원이나 말 등을 허위로 보고하는 등의 행동"을 일삼아 이득을 보았다. 이에 명나라는 조공과 호시에 세밀한 규정을 두어 사신의 수와 시기 및 경로를 지정하여 엄격히 통제하도록 하였으며, 에센의 이러한 행위에 재재를 가하였다. 왕진은 사절의 수를 보고받은 후에, 예부에 명하여 물품을 실제 인원수에 따라 주도록 하고 공마를 기존 가격의 4/5로 낮춤으로써 오이라트가 당초에 요구했던 총량의 1/5만 지급하였다. 이에 격노한 에센은 "명나라가 먼저 공사를 괴롭히고 혼약을 파기하며 공물을 마음대로 삭감했다는" 등의 이유를 들어 대대적으로 명나라를 침공하였다.
정통 14년 (1449년) 가을에 에센은 타이순 칸과 휘하 장수들을 이끌고 남하하여 대동, 적성, 요동, 감숙 등지를 일제히 침공하였다. 명군은 이에 맞서 분전했으나 잇달아 패전하여 교외의 성곽이 함락되었고, 전선은 계속해서 밀려났다. 왕진은 몽골과의 전쟁에서 공을 세워 자신의 지위를 공고히 할 목적으로 정통제가 친히 출정하도록 유혹하였다. 이부상서 왕직(王直) 등은 "변경에서의 패배는 자고로 있는 일(边鄙之事，自古有之)"이라며 간언하였으나, 정통제는 이를 듣지 않고 오이라트의 주력 군대가 어디에서 오는지도 모른 채로 급히 군대를 집결시켜 출병하였다.
정통 14년 7월 17일, 정통제는 군신들의 반대를 무릅쓰고 왕진을 대동하여 50만 대군을 이끌고 친정을 시작했다. 친정의 조서가 내려진 뒤에 정통제는 문무대신의 모든 간언을 묵살하고 오직 왕진의 말만을 따랐다. 명목상으로는 친정이었지만, 군무의 대사는 모두 왕진이 결정하였고, 장수들은 왕진과 환관들의 지휘에 따라 작전을 수행하여 자신의 능력을 온전히 발휘할 수 없었으므로 명군은 연전연패하였다. 오이라트 군대는 후퇴하는 척 하며 명나라 군대를 깊숙한 곳으로 유인하였다. 얼마 안있어 명군은 오이라트에게 포위당하여 토목보(土木堡)에 고립되었다. 토목보에는 마땅한 수원지가 없었고, 인근의 개천도 모두 오이라트가 점령했으므로 장병들과 군마들은 갈증에 시달렸다. 8월 15일에 오이라트가 철수하는 낌새가 보이자 정통제는 급하게 탈출하려 시도했으나, 갑작스럽게 오이라트 군대가 되돌아와 사방으로 포위하여 공격하자 명군은 거의 궤멸되었다. 이 전투에서 수십만 명이 사망했고 남은 병졸들은 10만 명도 되지 못했으며, 고위 관료 50여 명이 전사하고 노새, 군마 20여만 마리와 갑옷 수십만 필이 모두 오이라트에게 약탈당했을 뿐만 아니라 정통제는 아예 사로잡혀 포로가 되었다.
에센은 의외의 결과에 놀랐지만 정통제를 돌려주는 대가로 교역상의 요구를 관철시키는 데에 만족하기로 하여 당초의 약속을 이행하라고 명 조정에 압력을 가했다. 그러나 명 조정이 정통제의 동생 주기옥(朱祁鈺)을 경태제로 추대하고 일체의 협상을 거부하자 수도 북경에 대한 공격을 시도했으나, 이번에는 병부상서 우겸을 위시한 명군과 시민들의 맹전으로 사상자가 막심한 채 패퇴하였고, 부하들이 더이상의 전투는 반대하여 오이라트 내에서의 내부 갈등이 심화되자, 에센은 할 수 없이 1450년에 아무런 보상 없이 정통제를 돌려주고 이전의 통공호시(通公護市) 관계를 회복하는 데에 만족하기로 하였다.
이러한 처리는 오이라트인들에게 큰 실망감을 안겨주었으나, 더 심각한 문제는 그가 스스로 '대칸'을 칭했다는 데 있었다.
1453년에 에센은 타이순 칸을 살해하고 동몽골의 보르지긴 씨족들을 대거 학살하였으며, 이듬해에는 '대원전성대가한(大元田盛大可汗)'을 자처하며 대칸에 즉위하였다. 이는 보르지긴 혈통을 중시했던 몽골인들의 관념에 정면으로 배치되는 것이었다. 결국 1455년에 에센은 불만을 품은 부하에게 살해당하였고, 이로써 마흐무드 이래로 이어져온 오이라트 패권은 무너져 내렸다.

### 동몽골의 재흥

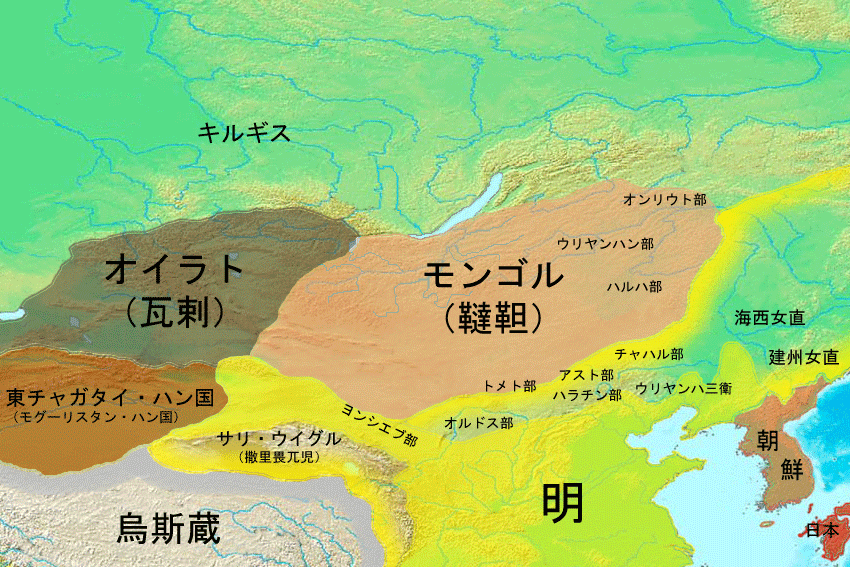
동몽골(타타르)
서몽골(오이라트)

에센 타이시 사후(1455년)에 동서몽골은 곧 다시 분열되었으며, 특히 동몽골은 몽골 귀족들과 보르지긴 황족들이 난립하여 초원의 패권을 놓고 경쟁하는 혼란기로 접어들었다. 세력있는 유목 수령들이 서로 대립하면서 정권이 바뀔때마다 칸을 갈아치우는 일이 자주 일어났다. 명목상의 대칸으로 오헤크트 칸, 멀런 칸 등이 즉위하기도 했었으나 정쟁으로 말미암아 모두 1년만에 시해 당하여 내부 분열이 더욱 격렬해졌다. 때문에 성화 11년 (1475년)에 만돌 칸이 대부분의 몽골 제후들을 제압하고 즉위하기 전까지, 몇십년 가까이 몽골의 대칸 자리는 공허하였다.
1479년에 만돌 칸도 시해당하고 오이라트 수령 이스마일에 의해 새로운 칸이 옹립되었는데, 그는 바로 다얀 칸의 아버지 바얀 뭉케였다. 1487년 바얀 뭉케가 피살되자 어린 그의 아들 바투 뭉케가 스스로를 '다얀 칸'이라 자처하였다. 그는 몽골의 수계혼 풍습에 따라 조부 만돌 칸의 부인이었던 만두카이 카툰과 혼인하였다. 다얀 칸은 즉위 직후에 곧바로 오이라트에 여러 차례 친정하여 동몽골에 대한 오이라트의 위협을 사전에 제거하였고, 그뒤에는 몽골의 제부족들을 차례차례 무력이나 외교 등으로 복속시켜 15세기 말엽에 이르러선 오이라트를 제외한 몽골을 완전히 통일하는 데에 성공했다.
다얀 칸의 치세 중반까지는 그가 몽골의 통일전쟁에 주력했기 때문에 대체로 명나라의 변경은 평화로운 상태를 유지하였다. 그러나 1495년부터 다얀 칸이 중국 북변에 대대적인 약탈 원정을 벌이며 군사적 압력을 가하자 양측의 관계는 급속도로 냉각되었다. 홍치 14년 (1501년)에 명나라가 군대를 보내어 변방의 몽골 부락들을 토벌한 뒤에는 더욱 그랬다. 이에 다얀 칸은 오르도스부와 연합하여 영하 방면을 공략하고, 1500년~1507년 사이에 명나라 서북변에 대한 전면적인 약탈전을 전개하였다. 정덕 12년 (1517년) 10월에는 친히 군사를 이끌고 대동을 침공하여 양허, 응주 등을 무자비하게 약탈한 뒤 돌아가기도 할 정도였다. 다얀 칸은 1543년에 사망하기 전까지 매년 명나라를 공격하였다. 그의 치세에 몽골은 북쪽의 시베리아 툰드라와 바이칼호에서부터 고비 사막을 넘어 남쪽으로 황하 가장자리까지, 더 나아가서는 오르도스까지 뻗어 있었고 동쪽으로는 만주의 삼림지대에서 알타이 산맥을 지나 중앙아시아의 초원까지 이르렀다. 1470년대부터 바트뭉케 다얀 칸은 몽골 지방을 통일하고 강력한 통일 국가를 수립했다. 이 통일 국가는 1600년대까지 안정적으로 유지되었다.
몽골 초원을 통일한 다얀 칸은 자신의 지배 아래 들어온 몽골인들을 모두 6만호 (투멘)으로 재편하여, 좌익에 차하르-우량카이(올량합)-할하의 3만호를, 우익에 투메드-오르도스-융셰부(윙시에부)의 3만호를 각각 배치했다. 그는 이 6만호에 속하는 유목민들이 유목생활을 하는 지역적 범위를 정하고, 각 만호를 지배하는 칸에는 자신의 아들과 친족들을 임명하여 세습하도록 하였다. 또한 자신은 차하르부의 수령이자 좌우익 6만호를 모두 통치하는 '대칸'으로서의 지위를 명시하였고, 자신의 셋째 아들 바르스 볼라드는 투메드부의 술령이자 우익 3만호의 지배자인 지농으로 임명하여 칸을 보좌하도록 하였다. 이렇게 해서 확립된 6만호 체제는 이후 몽골 유목민의 정치적 구성의 골간이 되었다.
| 위치 | 각 만호별 명칭    | 수령(오톡)의 수 | 세분화                                                                                                 | 부족 명칭 | 출처          |
| ---- | ----------------- | --------------- | --- | --- | ------------- |
| 좌익 | 차하르            | 8명             | 좌익 4부                                                                                               | 알락치구드, 아오한, 나이만, 헴치구드                                                                                           | [ 62 ]        |
| 좌익 | 차하르            | 8명             | 우익 4부                                                                                               | 히식텐, 수니드, 우줌친, 하구치드                                                                                               | [ 62 ]        |
| 좌익 | 할하              | 12명            | 내할하 5부                                                                                             | 잘라이르, 바린, 옹기라트, 바유트, 우지예트                                                                                     | [ 62 ] [ 63 ] |
| 좌익 | 할하              | 12명            | 외할하 7부                                                                                             | 잘라이르, 바야우트, 엘지긴, 골로스, 후이드, 카타긴, 우량카이                                                                   | [ 62 ] [ 64 ] |
| 좌익 | 우량카이          | 10명            | （구체적인 속부는 미상이며, 다얀 칸 사후에는 반란으로 해체당함）                                       | （구체적인 속부는 미상이며, 다얀 칸 사후에는 반란으로 해체당함）                                                               | [ 62 ]        |
| 우익 | 오르도스          | 12명            | 좌익                                                                                                   | 하라친, 호치드, 케리예스(키르기스), 바하나스, 위구르진(4부), 준가르(4부), 아마카이(3부), 차하트-먕가드-코니친(?)-후야구친(1부) | [ 62 ] [ 65 ] |
| 우익 | 오르도스          | 12명            | 우익                                                                                                   | 케구드(시브친), 우라드(탕구트), 달라트(한린, 메르키트, 바하나스), 베수드(우신), 바타긴(칼리구친)                               | [ 62 ] [ 65 ] |
| 우익 | 투메드            | 12명            | 좌익                                                                                                   | 망구트, 바린, 먕가드, 달라트, °항진                                                                                            | [ 66 ] [ 67 ] |
| 우익 | 투메드            | 12명            | 우익                                                                                                   | 돌라드 투메드 (일곱 투메드), 위구르진, 우신, 바야우트, 우르우트, 콩기라트                                                      | [ 66 ] [ 65 ] |
| 우익 | 융세부 (윙시에부) | 10명            | 아수드, 카라친, 시르수드, 부랴트, 탄라카르, 시바구친, 바르구트, 콩고탕, 누무친, 오투하 (타분 아이마그) | 아수드, 카라친, 시르수드, 부랴트, 탄라카르, 시바구친, 바르구트, 콩고탕, 누무친, 오투하 (타분 아이마그)                         | [ 65 ]        |

### 황혼기

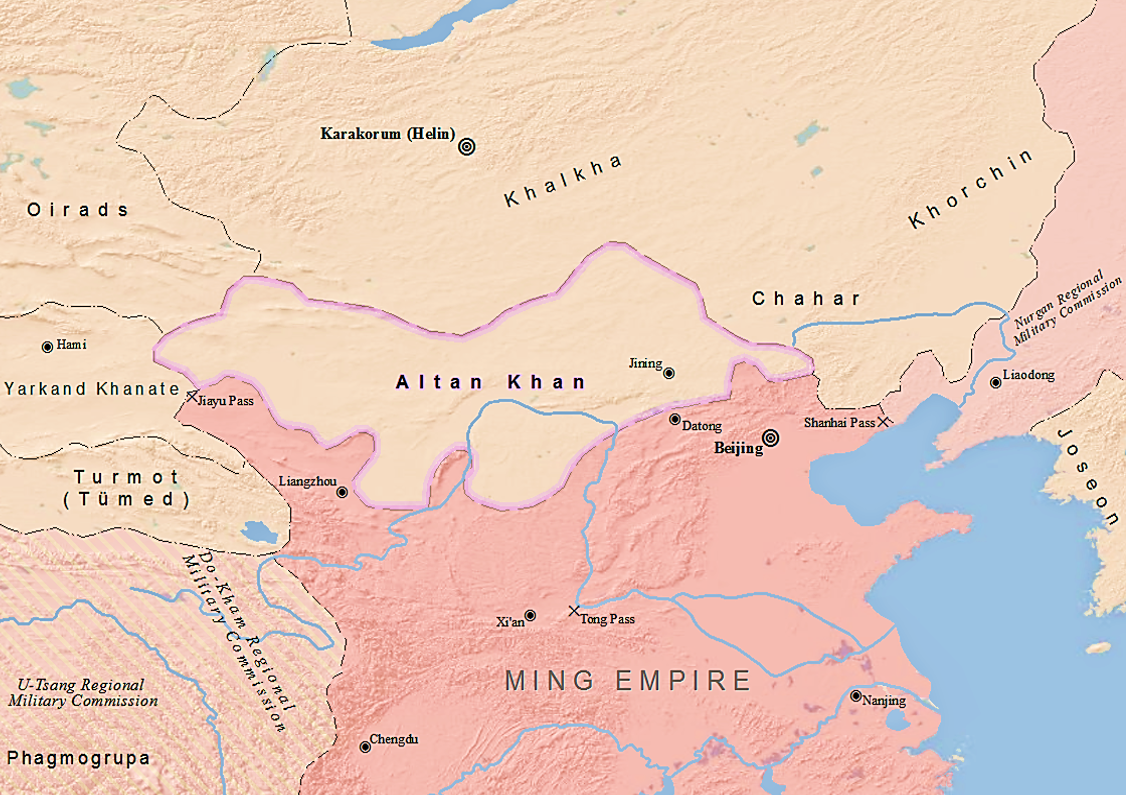
1571년 당시 알탄 칸이 통치하던 투메드부

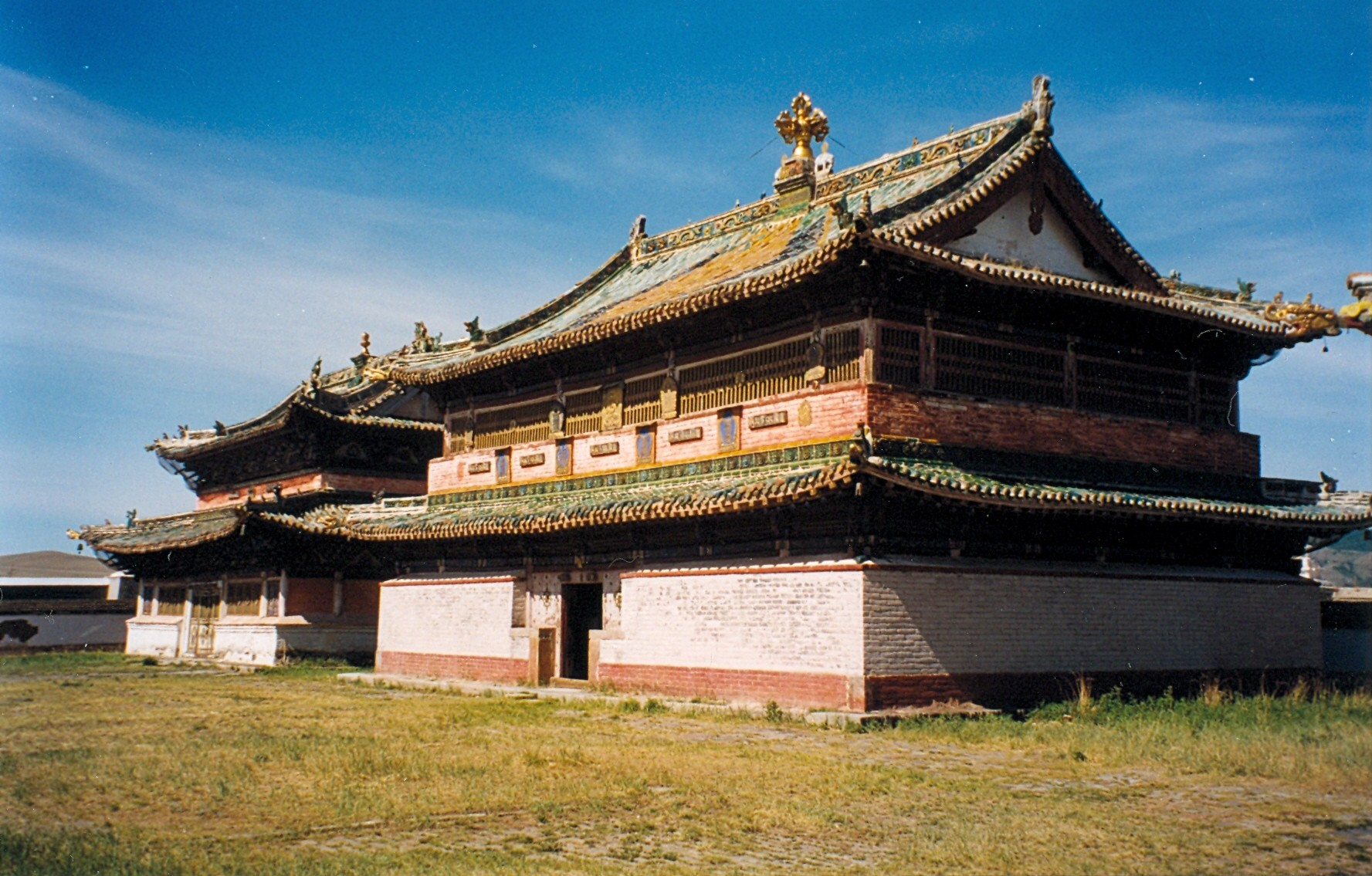
1586년 할하부의 수령 아바타이 칸이 설립한 에르데니 조오 사원

다얀 칸 사후의 몽골은 뒤이은 대칸들의 통치 하에서 다시금 분열될 조짐을 보였다. 처음에는 다얀 칸의 3남이자 지농이었던 바르스 볼르드가 대칸으로 즉위하였으나, 내전을 우려하여 곧 정통 후계자였던 보디(보디 알락 칸, 다얀 칸의 장남의 아들)에게 양위하였다. 이때는 다얀 칸이 사망한지 채 반세기도 채 지나지 않았었지만 대칸의 권위는 벌써부터 위태해지기 시작했다.
1520년에 우량카이 투멘에서 반란이 일어나자, 보디 알락 칸은 이를 진압하려 했으나 쉽사리 되지 않았으며 결국 다른 사촌들의 도움을 받아 겨우 진압할 수 있었다. 그가 우량카이 반란을 조기에 진압하지 못하자, 이후의 몽골의 제부들은 각자 분열되어 약화되기에 이르렀고 결국 대칸의 권력은 좌익 3투멘에만 국한되게 되었다. 이제 대칸의 이름은 명목상인 것이 되었으며, 우익 3투멘은 사실상 지농과 여러 몽골 제후들의 손아귀에 들어갔다.
1547년에 즉위한 보디 알락 칸의 장남 다라이손 구덴 칸 시기에는 대칸의 권력 쇠퇴이 더욱 두드러진다. 특히 그의 치세에 대칸을 제치고 새롭게 떠오른 인물로는 바르스 볼르드 지농의 차남이자 투메드부의 칸이었던 알탄 칸이 있었다. 알탄 칸은 공공연히 대칸의 힘에 저항하고 대들었다. 1547년 알탄 칸이 명나라와 연합하여 그에게 군사적 압력을 가하자, 다라이손 구덴 칸은 내몽골에서 요하 상류로 이동하였고 그에게 '게게엔 칸(格堅汗)'이라는 직책을 내려 타협을 할 수 밖에 없었다. 결과적으로 대칸의 권위는 완전히 쇠락하여 이 즈음이 되면 사실상 차하르부에만 권력이 미치게 되었고, 게다가 알탄 칸에게 '칸'의 직위를 부여한 일로 인하여 각지의 보르지긴 부족장과 유력 제후들이 자기 영지에서 칸을 칭하기에 이르렀다.
그 뒤를 이은 투멘 자삭투 칸은 투메드의 알탄 칸 및 할하의 아바타이 칸, 오르도스의 호톡타이 세첸 콩타이지와 협력하여 분열되었던 몽골 초원을 일시적으로 통일하였다. 그는 우량카이와 다우르족, 에벤키족을 정복하고 동쪽의 여진족에 강력한 영향력을 행사하였다. 또한 옛 몽골 문자로 작성된 새로운 법전을 편찬하여 대칸의 권위를 조금이나마 높이려 시도하기도 했다. 한편 몽골 초원에 천연두 등의 전염병이 창궐하고, 중국에서 들여오는 물자가 부족해지자 몽골인들은 다시금 중국 변경을 침입하기 시작했다. 명나라는 1571년에 우익 3투멘과 무역을 시작하였다.

#### 불교로의 개종
몽골 제국과 원나라 대에는 티베트 불교가 널리 번성했었으나 그 이후에는 침체기에 접어들어 북원에 이르러선 기존의 텡그리 신앙이나 샤머니즘이 퍼져있었다. 그렇지만 16세기 들어 알탄 칸이 청해(코코노르)를 정복하고, 몽골의 영역이 직접적으로 티베트와 맞닿게 되자 상황은 달라지기 시작한다. 알탄 칸은 자신의 권위 강화를 위하여 1576년 티베트에서 겔룩파의 대표 소남 갸초를 초청하여, 청해의 차브치얄이라는 장소에서 회동하는 등 티베트 불교와의 접촉 빈도를 점차 늘려갔다. 이에 소남 갸초도 알탄 칸을 원세조 쿠빌라이의 전생으로 인정하고, 알탄 칸으로부터 제3대 달라이 라마로 임명되어 권위를 세웠다. 이후 티베트 불교는 동서를 막론하고 오이라트인과 몽골인들 사이에 빠르게 확산되기 시작한다. 특히 할하부의 수령 아바타이 사인 칸은 달라이 라마와 회견하고 티베트 불교의 전파에 적극 노력하는 한편으로, 1586년에는 고도 카라코룸의 폐허 위에 몽골 최대의 사원인 에르데니 조오 사원을 세웠다. 1587년 사망한 달라이 랄마의 뒤를 이은 후계자가 할하부 왕공의 아들이었기 때문에 티베트-몽골 간의 정치종교적 유대감은 더욱 깊어졌다.
1639년, 할하 좌익 투시에트부의 수장 곰보도르지 칸의 차남이었던 자나바자르가 몽골 불교 교단의 수장 격인 젭춘담바 후툭투로 추대되자 티베트 불교의 몽골에 대한 영향력은 더욱 강화되었다. 초대 젭춘담바 후툭투로서 자나바자르는 다양한 저술 등을 남기면서 몽골 문화에 큰 족적을 남겼다. 1640년 에 동서 몽골의 수령들이 모여 제정한 《몽골-오이라트 법전》에서는 왕공 가문마다 한 명씩을 라마승으로 귀의하기로 하였다. 이렇게 해서 티베트 불교는 이후로도 몽골 사회에 빠르게 퍼져나갔고, 19세기에 이르면 몽골은 사실상 종교 민족이 되었다. 당시 몽골 남성의 30%가 승려였고, 1889년 울란바토르의 인구 20,000명 가운데 14,000명이 승려였다 기록되었다.

### 쇠퇴와 멸망

1636년의 동북아시아 형세

링단 칸(1588년~1634년)은 동몽골 최후의 위대한 칸으로써, 분열되어 있던 몽골 부족들을 통일하려 시도한 마지막 인물이기도 했다. 그가 즉위할 당시 대칸의 권력은 차하르부에만 미쳤고, 할하부와 오이라트인들은 더 이상 대칸에게 복종하지 않던 상태였다. 이에 링단은 차하르부의 차간 바이싱에 새로운 수도를 건설하고 불교 수도원 설립, 티베트 문학 번역, 대중국 무역 촉진 등의 정책을 추진하는 한편으로, 반항적이던 투메드부와 하르친부를 정벌하고 대칸이 직접 임명한 관리를 파견하여 각 제부들을 원할히 통제하려 시도했다.
한편 1616년이 되자 여진족은 누르하치의 영도 하에서 동아시아 강대국의 반열에 올랐다. 몽골족과 많은 유사성이 있었지만, 결정적으로 그들은 유목민이 아니라 반농반목 생활체제를 가진 부락민이었다. 누르하치는 명나라를 무너뜨리고 중국을 정복하려는 야망을 가지고 있었는데, 이를 실행에 옮기기 위해서 우선 몽골부터 굴복시키기로 결정한다.  이미 1593년 해서여진 4부(예허, 하다, 올라, 호이파)가 카라친 및 내할하 5부와 연합하여 누르하치를 공격했다가, 오히려 대패하여 그에게 복속한 일이 있었다. 1603년, 할하 몽골인들은 누르하치에게 "수러 쿤둘런 한(만주어: ᡴᡠᠨᡩᡠᠯᡝᠨ ᡥᠠᠨ, Kündelen Qa'an)"이라는 존호를 바쳤고 1616년에 이르러 그가 여진족을 통일하자 "수러 겅기연 한(만주어: ᠰᡠᡵᡝ ᡤᡝᠩᡤᡳᠶᡝᠨ ᡥᠠᠨ, Genggiyen Han)"을 칭하기에 이른다.
누르하치가 여진족을 통일함으로써 링단은 그와 직접적으로 영역을 맞닿게 되었고, 커져만 가는 그의 위세에 점차 위협을 느끼게 되었다. 1618년에 링단 칸은 명나라로부터 화폐 보조를 받는 대가로 여진족의 공격으로부터 명나라 북부 국경을 방어하기로 약속, 동맹 조약을 체결했다. 그러나 누르하치와 그 뒤를 이은 홍타이지의 맹공, 그리고 여진족과 동맹을 맺은 몽골 제부들의 공격에 링단은 속수무책으로 당할 수 밖에 없었다. 그러자 점점 더 많은 부족들이 릭단 카안을 버리고 여진족에게로 투항하였다. 또한 링단 칸의 중앙집권화 시도에 반발한 모든 부락들은 대대적인 반란을 일으켰다. 우익 3투멘과 남 할하는 동맹을 맺고 차하르부를 공격했다. 링단은 이들을 격파했으나, 피해가 적지 않았기 때문에 서천하여 재기를 노리기로 하였다.
1627년, 링단은 투메드부를 복속시키고 오르도스 지역을 장악하여, 강력한 통합 정책과 대명경제의 확대를 시도하였다. 그러나 이는 실패로 돌아갔고 게다가 명나라의 변경 약탈도 내부 통합체제가 공고하지 않은 상태에선 쉽사리 성공을 거두기 힘들었다. 후금(여진)과 몽골의 연맹이 동부 지역을 위협하고 있었던 점도 링단 칸의 상황을 불안정하게 했다. 1627년에 남부 몽골의 왕공들은 후금의 도움을 받아 링단 칸에 대항하는 반란을 일으켰다. 링단은 이들을 자오헨 전투에서 패배시켰지만, 후금군이 대규모로 진군하자 이를 피하여 급히 피신하였는데 그 과정에서 오르도스부와 투메드부마저 후금에게로 넘어가게 되었다.
1632년부터 1634년까지, 내몽골 영토의 대부분은 후금과 그에 투항한 몽골 연합군에 의해 모조리 점령되었다. 링단 칸은 오르도스로 후퇴했다가 그 다음에는 청해(코코노르) 방면으로 이동했지만 티베트로 가던 중에 1634년 8월 7일 지금의 감숙 지방에서에서 갑작스러운 질병으로 사망했다. 그의 아들이었던 에제이는 후금의 후신국인 청나라에게 항복하였고, 이듬해(1635년 2월)에는 다른 가족들과 함께 청나라 황제인 홍타이지(숭덕제)에게 몽골 제국의 인장을 바쳤다. 이로써 칭기즈 칸이 세운 대몽골국은 430년 만에 공식적으로 멸망하게 되었다.
동몽골에 잔존해 있던 외할하 4부(코토코이드칸부, 자사그투칸부, 투시예트칸부, 세첸칸부)는 청나라의 통치에 반대하면서 독립과 종주권을 유지하려 애썼고 1640년에는 오이라트 제부와 타르바하타이에서 회맹하여 《할하-오이라트 법전》을 제정하는 등 계속해서 대항했지만, 청나라의 압력이 점진적으로 심화되어가던 와중에 서쪽에서 새롭게 떠오른 준가르의 갈단이 침입해오자 결국에는 청나라에 완전히 굴복할 수 밖에 없었다. 이후 몽골은 외몽골(할하)과 내몽골(차하르)로 각각 나뉘어져 청나라의 지배를 받게 된다.

## 북원의 역대 군주
| 어진 | 대수  | 묘호             | 시호                                                      | 성명                                           | 연호                       | 재위기간        |
| ---- | ----- | ---------------- | --------------------------------------------------------- | ---------------------------------------------- | -------------------------- | --------------- |
|      | 제1대 | 원 혜종 (元惠宗) | 선인보효황제 (宣仁普孝皇帝) (순황제<順皇帝>)              | 보르지긴 토곤테무르 (孛兒只斤妥懽帖睦爾)       | 지정(至正) 1368년 ~ 1370년 | 1368년 ~ 1370년 |
|      | 제2대 | 원 소종 (元昭宗) | 무승화효황제 (武承和孝皇帝)                               | 보르지긴 아유르시리다르 (孛兒只斤愛猷識里答臘) | 선광(宣光) 1371년 ~ 1378년 | 1370년 ~ 1378년 |
|      | 제3대 | -                | 익성영효황제 (益聖寧孝皇帝) (평황제<平皇帝>) (후주<后主>) | 보르지긴 토구스테무르 (孛兒只斤脫古思帖木兒)   | 천원(天元) 1378년 ~ 1388년 | 1378년 ~ 1388년 |

| 초상화 | 이름                                  | 칸호                                                                           | 본명                                                          | 재위 기간     |
| ------ | ------------------------------------- | ------------------------------------------------------------------------------ | ------------------------------------------------------------- | ------------- |
|        | 이수데르 조리그투 칸                  | 조리그투 칸 (卓里克圖汗) (ᠵᠣᠷᠢᠭᠲᠤ ᠬᠠᠭᠠᠨ)                                       | 보르지긴 이수데르 (孛兒只斤·也速迭兒)                         | 1388년~1391년 |
|        | 엥크 칸                               | 엥크 칸 (恩克汗) (ᠡᠩᠬᠡ ᠬᠠᠭᠠᠨ)                                                  | 보르지긴 엥크 (孛兒只斤·恩克)                                 | 1391년~1394년 |
|        | 엘베그 니굴세그치 칸                  | 니굴세그치 칸 (尼古埒蘇克齊汗) (ᠨᠢᠭᠦᠯᠡᠰᠦᠭᠴᠢ ᠬᠠᠭᠠᠨ)                             | 보르지긴 엘베그 (孛兒只斤·額勒伯克)                           | 1394년~1399년 |
|        | 군 테무르 토고간 칸                   | 토고간 칸 (托歡汗) (ᠲᠣᠭᠣᠭᠠᠨ ᠬᠠᠭᠠᠨ)                                             | 보르지긴 군 테무르 (孛兒只斤·坤帖木兒)                        | 1399년~1402년 |
|        | 굴리치 울루그테무르 칸                | 울루그테무르 칸 (月鲁帖木兒) (ᠶᠣᠯᠣ ᠲᠡᠮᠦᠷ ᠬᠠᠭᠠᠨ)                                | 보르지긴 울루그테무르 (孛兒只斤·月魯帖木兒) 굴리치 (ᠭᠤᠢᠷᠠᠨᠴᠢ) | 1402년~1408년 |
|        | 부냐시리 울제이테무르 칸              | 울제이테무르 칸 (完者帖木兒汗) (ᠥᠯᠵᠡᠢ ᠲᠡᠮᠦᠷ ᠬᠠᠭᠠᠨ)                             | 보르지긴 부냐시리 (孛兒只斤·本雅失里)                         | 1408년~1412년 |
|        | 델베그 칸                             | 델베그 칸 (德勒伯克汗) (ᠳᠡᠯᠪᠡ ᠬᠠᠭᠠᠨ)                                           | 보르지긴 델베그 (孛兒只斤·答里巴)                             | 1412년~1415년 |
|        | 오이라다이 칸                         | 오이라다이 칸 (斡亦剌歹/衛拉岱汗) (ᠣᠶᠢᠷᠤᠳᠠᠢ ᠬᠠᠭᠠᠨ)                             | 보르지긴 오이라다이 (孛兒只斤·斡亦剌歹)                       | 1415년~1425년 |
|        | 아다이 칸                             | 아다이 칸 (阿岱汗) (ᠠᠳᠠᠶ ᠬᠠᠭᠠᠨ)                                                | 보르지긴 아다이 (孛兒只斤·阿岱)                               | 1425년~1438년 |
|        | 톡토아부카 타이순 칸                  | 타이순 칸 (岱總汗) (ᠳᠠᠢᠼᠦᠩ ᠬᠠᠭᠠᠨ)                                              | 보르지긴 톡토아부카 (孛兒只斤·脫脫不花)                       | 1433년~1453년 |
|        | 아그바르진 오케크트 칸                | 아그바르진 칸 (阿噶多爾濟) ᠠᠭᠪᠠᠷᠵᠢᠨ                                            | 보르지긴 아그바르진 (孛兒只斤·阿噶多爾濟)                     | 1453년        |
|        | 에센 타이시 (오이라트의 수령, 찬탈자) | 에센 타이시 칸(ᠡᠰᠡᠨ ᠲᠠᠢᠱᠢ ᠬᠠᠭᠠᠨ) 에센 다이온 텡게를크 복드 칸(也先 田盛大可汗) | 초로스 에센 (綽羅斯·也先)                                     | 1454년~1455년 |
|        | 마르코르기스 오헤크트 칸              | 오헤크트 칸 (烏珂克圖汗) (ᠥᠭᠡᠭᠲᠦ ᠬᠠᠭᠠᠨ)                                        | 보르지긴 마르코르기스 (孛兒只斤·馬兒古兒吉思)                 | 1455년~1465년 |
|        | 토구스몽케 멀런 칸                    | 멀런 칸 (摩倫汗) (Молон хаан)                                                  | 보르지긴 토구스멩케 (孛兒只斤·脫古思猛可)                     | 1465년~1466년 |
|        | 만돌 칸                               | 만돌 칸/만두울 칸 (滿都魯汗) (ᠮᠠᠨᠳ‍ᠤᠭᠤᠯ ᠬᠠᠭᠠᠨ)                                   | 보르지긴 만두울 (孛兒只斤·滿都魯)                             | 1475년~1478년 |
|        | 다얀 칸                               | 다얀 칸 (達延汗) (ᠳᠠᠶᠠᠨ ᠬᠠᠭᠠᠨ)                                                 | 보르지긴 바투 몽케 (孛兒只斤·巴圖蒙克)                        | 1479년~1517년 |
|        | 바르스볼라드 칸                       | 바르스볼라드 사인 알락 칸 (ᠪᠠᠷᠰᠪᠣᠯᠤᠳ ᠰᠠᠶᠢᠨ ᠠᠯ‍ᠠᠭ ᠬᠠᠭᠠᠨ)                          | 보르지긴 바르스볼라드 (孛兒只斤·巴爾斯博羅特)                 | 1517년~1519년 |
|        | 보디 알락 칸                          | 알락 칸 (阿剌克汗) (ᠠᠯ‍ᠠᠭ ᠬᠠᠭᠠᠨ)                                                 | 보르지긴 보디 (孛兒只斤·博迪)                                 | 1519–1547     |
|        | 다라이손 구덴 칸                      | 구덴 칸 (庫騰汗) (ᠬᠦᠳᠡᠨ ᠬᠠᠭᠠᠨ)                                                 | 보르지긴 다라이손 (孛兒只斤·打來孫)                           | 1547년~1557년 |
|        | 투멘 자삭투 칸                        | 투멘 자삭투 칸 (扎萨克图图们汗) (ᠲᠦᠮᠡᠨ ᠵᠠᠰᠠᠭᠲᠤ ᠬᠠᠭᠠᠨ)                          | 보르지긴 투멘 (孛兒只斤·圖們)                                 | 1558년~1592년 |
|        | 부얀 세첸 칸                          | 세첸 칸 (徹辰汗) (ᠪᠤᠶᠠᠨ ᠰᠡᠴᠡᠨ ᠬᠠᠭᠠᠨ)                                           | 보르지긴 부얀 (孛兒只斤·布延)                                 | 1592년~1604년 |
|        | 링단 칸                               | 링단 칸/릭단 칸 (林丹汗) (ᠯᠢᠭᠳᠡᠨ ᠬᠠᠭᠠᠨ)                                        | 보르지긴 링단 (孛兒只斤·林丹)                                 | 1604년~1634년 |
|        | 에제이 칸                             | 에제이 칸 (額哲汗) (ᠡᠷᠬᠡ ᠬᠣᠩᠭᠣᠷ)                                               | 보르지긴 에제이 콩고르 (孛兒只斤·額爾克孔果爾)                | 1634년~1635년 |

## 참고
| 몽골의 역사 | 몽골의 역사        | 몽골의 역사                |
| 이전 시대   | 북원 1368년~1635년 | 다음 시대                  |
| ----------- | ------------------ | -------------------------- |
| 원나라      | 북원 1368년~1635년 | 오이라트 4부족 연맹 청나라 |

## 같이 보기
- 몽골계 국가 목록
- 잔존국

### 설명주
1. ↑  보르지긴 씨족 혈통이 아님(오이라트).
2. ↑  44개의 몽골 울루스, 즉 동쪽의 40부족(동몽골)과 서쪽의 오이라트 4부족(서몽골)을 의미했다.)
3. ↑  그러나 완전히 사라진 것은 아니었는데, 일례로 비보르지긴 씨족 출신으로는 처음으로 대칸의 자리에 오른 오이라트 수령 에센 타이시는 국호를 다시 '대원'으로 바꾸었으며, 스스로를 대원 천성 대카안이라 하며, '대원의 카안'이라 지칭하였다. 그리고 그가 즉위하기 이전에 몽골의 카안이었던 타이순 칸 대에도 '대원' 국호와 함께 '한제(漢帝)' 칭호를 사용하였다는 기록이 남아있다. 또한 중흥군주였던 바투몽케 다얀 칸도 '대원'이라는 국호를 사용하였다. 특히 다얀 칸의 '다얀'은 종래에는 대원을 몽골어로 음역한 것이라는 주장이 있었다. 그러나 일각에서는 이 단어가 '전체'를 의미하는 것이며 이를 번역하는 과정에서 대원으로 오역한 것이라고 하며 이를 반대하였다. 이후의 대칸이었던 부얀 서천 칸 역시 '대원의 카안', '원나라의 카안'을 자처했다.
4. ↑  사실 몽골인들에게 있어 대원의 깃발을 계속 내걸고 국호를 사용할지 말지는 그다지 중요하지도 않았을 뿐더러 현실적인 의미도 없었다. 특히 토구스테무르 사후의 몽골인들이 제국 건설 이전의 유목민 상태로 되돌아갔고, 중원 한지에서 수용된 많은 것들이 점차 포기되거나 그들에 맞게 변형되었으며, 1388년 이전과 오이라트 지배기를 제외하고는 여전히 '대몽골국'이라는 명칭만 고수하였기 때문에, 중문학계에서는 14세기 중엽부터 17세기까지의 몽골을 "명대의 몽골(明代蒙古)"이라 하여 '북원'보다는 이 명칭을 더 자주 사용하는 편이다. 이 시기의 몽골은 명나라와 시작 시기가 비슷하며, 양국 사이에는 남북 간의 대치가 이루어졌음에도 불구하고 정치, 군사, 경제적으로 교류가 매우 밀접하였다.[16][17][18][19]
5. ↑  중서우승상, 중서좌승상, 지원, 태사, 승상 등
6. ↑  새북이라고도 한다
7. ↑  명나라 사료에서는 "가운데 타타르, 동쪽에 올량합, 서쪽에 오이라트"라고 기록되어 있다.[47]
8. ↑  당시의 몽골은 올량합 3위를 제외하고는 명나라와의 교역을 하지 못하였다.
9. ↑  울제이테무르 칸은 명나라에 패배하고 서쪽으로 도망쳤다가 마하무드에게 살해당했다.
10. ↑  카라코룸의 왕이라는 뜻으로, 사실상 "중국이 인정한 몽골의 지배자"라는 의미였다.
11. ↑  동몽골의 아수드(알란, 아스, 아스트)부 수령으로서, 대칸은 아니었으나 사실상의 실권자였다.
12. ↑  서남부의 동튀르키스탄 방면에 있던 모굴리스탄 칸국을 압박하여 점령한 것이다. 미르자 무함마드 하이다르 두글라트의 저서 「라시드사」에 따르면 모굴 군주 우와이스 칸은 에센과 61차례나 전투를 벌였는데 한 번 밖에 승리하지 못했다고 한다. 당시 중국 측의 사료에서도 우와이스 칸 이후로 모굴리스탄 칸국은 종래의 베쉬발릭(别失八里)이 아니라 일리발릭(亦力把里)이라는 새로운 이름으로 불렸는데, 이는 오이라트의 공격으로 칸국의 중심이 서쪽 일리 방면으로 후퇴하였음을 시사한다.[48]
13. ↑  동몽골에서 보낸 사신은 기록 상으로는 471명이었으나 실제로는 414명이었고, 오이라트에서 보낸 사신은 기록 상으로는 2,257명이었으나 실제로는 1,358명이라 집계되는 등 그 변동이 매우 심하였다. 또한 에센은 하미나 다른 서역 도시들의 조공사절단에 자신들의 상인들을 위장하여 보내거나, 혹은 상인단의 수를 축소시킨 뒤에 명목 상으로만 보고하는 등의 방법으로 조공 물자를 거저 얻으려 하였다. 상술한 기록에 따르면 회회(回回) 상인들의 기록 상 수는 870명이었으나 실제로는 752명에 불과했다.
14. ↑  말도 숫자를 명목상으로 늘려 값을 올려받았는데, 이때 명나라에게 제공한 말도 당연하게 좋은 말이 아니라 늙고 병든 말을 주었다.
15. ↑  명 조정은 이전에 에센에게 황제의 딸을 시집보내겠다는 약속을 한 적이 있었다.
16. ↑  '전성(田盛)'은 '천성(天聖)'을 음역한 것으로 추정되고, 이는 곧 에센이 과거의 몽골 제국과 대원나라의 전통을 잇는 군주이자 하늘의 성스러운 축복을 받은 카안으로 스스로를 여겼음을 보여준다. 실제로 그는 연호 역시 '첨원(添元)'이라 하였다.
17. ↑  만두카이 카툰은 지혜롭고 용감한 여걸로서 다얀 칸이 몽골을 통합하는 데 큰 도움을 주었다.
18. ↑  정확한 사망날짜는 불명으로, 1519년에 사망했다는 설도 있다.
19. ↑  다얀 칸의 치세 중후반까지도 명나라 침공은 계속되었지만, 그의 관심사이자 주요 목표는 몽골족 전체의 완전한 통일과 복속이었으므로 약탈의 빈도 및 규모 등은 이전보다는 확연히 낮아진 것이 보인다.
20. ↑  중국판, 일본판, 몽골판 위키피디아를 각각 참조하였으므로 잘못되거나 틀린 부분이 있을 수 있음
21. ↑  대칸이 직접 지배하는 투멘으로 투멘 내에서 가장 강력한 세력이었던 차하르부에서 이름을 따왔다. 나중에 대칸의 힘이 약해지자 알탄 칸의 압력을 받아 요하 상류로 이동하였다.
22. ↑  부족명이 아닌 자연 환경에서 이름을 따 만든 투멘이었다. 할하강 근처에서 거주하던 몽골 부족을 대부분 포함한다. 부이르 호수, 케룰렌강, 후룬베이얼 평원 등 몽골족의 주요 활동무대를 지배했던 투멘이었다. 이들이 서진한 영역은 오늘날 몽골 영토의 바탕이 되었다.
23. ↑  삼림지대에 거주하는 사람들'이라는 뜻의 '우량카이'에서 이름을 따 만든 투멘이었다. 할하 북쪽의 삼림지대에 거주하는 몽골 부족들과 칭기즈 칸 일족의 능을 관리하던 부족들이 여기에 포함되었다. 알라그 칸의 치세때 반란을 일으켰으나, 실패하고 해체된 뒤에 할하부에 흡수되었다.
24. ↑  지농이 직접 지배하는 투멘으로 투멘 안에서 가장 세력이 강했던 오르도스 부족의 이름을 따서 만든 투멘이었다. 황하 유역 일대에서 유목했으며, 칭기즈 칸을 모시는 사당이자 성지인 나이만 차강 게르를 보유했다. 오르도스 부족 이름의 유래인 '오르도'는 원래 '칸의 게르'를 가리킨다.
25. ↑  투멘 내에서 가장 강력한 세력이었던 튀메드 부족에서 이름을 따서 만든 투멘이었다. 명나라 제11대 세종 가정제의 치세때 경술의 변을 일으켰던 알탄 칸이 이곳을 영지로 받았고, 그의 뛰어난 통치로 튀메드부는 알탄 칸의 치세 동안 우익 3투멘 전체를 사실상 지배하게 되었다. 몽골에서 가장 부유한 도시였던 후흐호트를 보유했으며, 고비 사막 남쪽의 인산산맥 주변에서 유목 생활을 하였다.
26. ↑  융셰부 부족의 이름을 따서 만든 투멘이었다. '융셰부'라는 이름은 원나라의 운수부(雲需府)에서 유래한 것으로 보여진다. 전통적으로 원나라 황실의 친위대를 배출하던 부족으로, 북원 초기부터 강력한 영향력을 발휘하던 부족이었다. 북원 중기의 권신이었던 아룩타이 또한 이곳 출신이었다. 휘하에 아수드부와 코르친부 등이 있었다.
27. ↑  그는 오이라트와 명나라를 상대로 여러차례 승리하는 등 뛰어난 군사적 업적을 보여주었고, 상술했던 우량카이 투멘의 반란 진압에 있어 보디 알락 칸에게 큰 도움을 주었다. 심지어 1550년에는 통상 요구를 거절한 명 조정에 맞서 직접 군대를 이끌고 쳐들어가 수도 북경을 포위하는 경술의 변을 일으키기도 할 정도였다. 알탄 칸의 패업으로 다얀 칸이 만들어놓은 체제는 완전히 붕괴되고 말았다. 좌익 3투멘과 우익 3투멘을 각각 다스려야 하는 대칸과 지농은 차하르부와 오르도스부만 지배하는 처지로 전락했다. 알탄 칸이 대중국 무역로를 확보하는 과정에서 투메드, 오르도스, 융셰부 투멘은 사실상 그의 지배를 받게 되었다.
28. ↑  '달라이'는 몽골어로 '바다'를 뜻하므로, 이 칭호를 해석하자면 '사해와 같이 넓은 지혜를 지닌 스승'이라고 할 수 있다.[48]
29. ↑  혹은 토크토부카

### 인용주
1. ↑  曹永年 (2002年11月1日). 《《蒙古民族通史‧第三卷》》 (중국어). 中華人民共和國: 内蒙古大學出版社. 第77頁쪽. ISBN 9787810744447. 2022年2月22日에 원본 문서에서 보존된 문서. 又謂，蒙古四十萬戶，衛拉特四萬戶，所以往往以「都」（蒙語四十）代表蒙古，「都爾本」（蒙語四）代表衛拉特，或連稱「都沁·都爾本」以表示全體蒙古人。
2. 1 2  蕭啟慶, 편집. (2001年2月15日). 《《蒙元的歷史與文化: 蒙元史學術研討會論文集 上冊》》 (중국어). 中華民國: 台灣學生書局. 第256頁쪽. ISBN 9789571510385. 2022年2月22日에 원본 문서에서 보존된 문서. 元朝退出中國，回到草原故鄉，仍用大元國號，史稱北元。明朝人把北元政權及其治下的蒙古族稱為韃靼，而將雄據西部蒙古的諸部落稱為瓦剌。
3. ↑  李天成 (2001年8月).  《中華歷史大辭典》編委會, 편집. 《《中華歷史大辭典‧第一卷》》 (중국어). 中華人民共和國: 延邊人民出版社. 第85頁쪽. ISBN 9787806483855. 2022년 2월 22일에 원본 문서에서 보존된 문서. 【北元】明朝建國後對漠北元朝殘存政權之稱。洪武元年（1368），明軍攻克大都（今北京），元順帝北走開平（今內蒙古正藍旗樂閃電河北岸），與明對抗。
4. ↑  張廷玉. 《《明史‧卷二‧本紀第二‧太祖二》》 (중국어). 丙寅，克通州，元帝趨上都。是月，徵天下賢才為守令。免吳江、慶德、太平、寧國、滁、和被災田租。八月己巳，以應天為南京，開封為北京。庚午，徐達入元都，封府庫圖籍，守宮門，禁士卒侵暴，遣將巡古北口諸隘。
5. ↑  達力扎布 (1997年12月). 《《明代漠南蒙古歷史硏究》》 (중국어). 中華人民共和國: 內蒙古文化出版社. 第4頁쪽. ISBN 9787805066288. 2022년 2월 22일에 원본 문서에서 보존된 문서. 這時元朝除據有嶺北、遼陽、甘肅等行省之外，擴廓帖木兒、李思齊、張良弼等地主武裝還控制著陝西行省及中書行省的西部（即今山西省）地區，在西南雲南行省仍奉北元正朔。
6. ↑  俞祖華; 李炳泉 (1993年). 《《影響中國歷史進程的一百次戰爭》》 (중국어). 中華人民共和國: 北京師範大學出版社. 第101頁쪽. 2022년 2월 22일에 원본 문서에서 보존된 문서. 元順帝死後，其子愛猷識理達臘繼位，占據和林，歷史上稱為北元。北元政權仍保有一定的力量，其「引弓之士，不下百萬眾也；歸附之部落，不下數千里也。」與明朝南北對峙，這是中國歷史上又一個南北朝時期。
7. ↑  《원대 말기~北元의 重臣 카라장(哈剌章) 小考》 (학위논문). 2021년 9월. 104쪽.
8. ↑  蔡美彪 (1992年). “〈明代蒙古與大元國號〉”. 《《南開學報》》 (第1期).
9. ↑  曹永年 (1993年). 《《蒙古民族通史》》 (중국어). 中華人民共和國: 內蒙古大學出版社. 第71－第72頁쪽.
10. ↑  羅軍 (2021月2月25日). 《《止學：揭示信仰的奧秘》》 (중국어). 中華民國: 五南圖書出版股份有限公司. 第72頁쪽. ISBN 9789865221805. 2022년 2월 22일에 원본 문서에서 보존된 문서. 朱元璋建立明朝後，元朝沒有被完全消滅，而是整體撤退到北方大草原，歷史上叫「北元」，於是朱元璋派兵猛攻，一度攻破元上都，燒毀都城，北元趕緊上書，不敢稱「元」，改回國號「蒙古國」，朱元璋才放過它。因為一國不能二主，稱「元」，說明你還對漢族政權有野心，終有恢復疆土企圖，稱「蒙古國」，就是外邦，你只要安心你的領土，就互不干涉。
11. ↑  國防部史政編譯局 (1989年8月). 《《中國戰史大辭典: 戰役之部》》 (중국어). 中華民國: 黎明文化事業股份有限公司. 第347頁쪽. ISBN 9571600032. 2022년 2월 22일에 원본 문서에서 보존된 문서. 而元人自脱古斯帖木兒被秋以後，內爭不息。數傳之後，已不知其有國號、帝號。相繼篡立者，皆自稱為「汗」，並改國名為「韃靼」，由於其兵力已不如初返塞外時之盛，故其為患也輕。
12. ↑  張廷玉. 《《明史‧卷三百二十八‧列傳第二百十六‧外國九 瓦剌‧朵顏福余 泰寧》》 (중국어). 明年冬，也先自立為可汗，以其次子為太師，來朝，書稱大元田盛大可汗，末曰添元元年。田盛，猶言天聖也。報書稱曰瓦剌可汗。
13. ↑  南開大學 (1992年). 《《南開大學學報：哲學社會科學版》》 (중국어). 中華人民共和國: 南開大學學報編輯室. 第46頁쪽. 2022년 2월 22일에 원본 문서에서 보존된 문서. 卓里克圖汗，也無漢語廟號。此後蒙古歷代諸汗雖然族系不同，但都是只有蒙語尊號或諡號，而不再有漢語廟號。元朝漢語年號至天元而止，卓里克圖汗不立漢語年號，以後的蒙古諸汗也不再建立漢語年號。
14. ↑  張廷玉. 《《明史‧卷三百二十七‧列傳第二百十五‧外國八韃靼》》 (중국어). 韃靼，即蒙古，故元後也。
15. ↑  蕭啟慶 (2008年1月28日). 《《元代的族群文化與科舉》》 (중국어). 中華民國: 聯經出版事業公司. 第23頁쪽. ISBN 9789570832280. 2022年2月22日에 원본 문서에서 보존된 문서. 蒙元時代實際上涵蓋「大蒙古國」（1206-1259）及「元朝」(1260-1368）兩個階段。成吉思汗（1206-1227）於金泰和6年（1206）統一蒙古，建立「大蒙古國」，其國家乃是以草原為重心。忽必烈汗（1260-1294）於中統元年（1260）建國中原，並於至元8年（1271）採用「大元」國號，以草原為重心的大蒙古國遂轉化為以中原為重心的一個王朝。至元16年（1279）更滅亡南宋，統一中國。元朝於至正28年（1368）為明朝所取代。若自忽必烈汗立國中原算起前後經歷108年，上距成吉思汗建國則已有162年。
16. ↑  薄音湖 (1994). “北元与明代蒙古”. 《《内蒙古大学学报（哲社版）》》 (内蒙古大学蒙古史研究所) (1).
17. ↑  施正鋒 (2021年1月1日). 《《中國與俄羅斯之間的蒙古》》 (중국어). 中華民國: 台灣國際研究學會. 第54頁쪽. ISBN 9789570832280. 2022年2月22日에 원본 문서에서 보존된 문서. 就蒙古人自己的政權而言，由鐵木真（成吉思汗）在1206年建立大蒙古國／蒙古帝國(1206-1368），歷經北元（1368－88）、大蒙古國／博克多汗國（1911－19、1921－24)、蒙古人民共和（1924－92）、到蒙古國（1992－）。
18. ↑  施正鋒 (2021年1月1日). 《《中國與俄羅斯之間的蒙古》》 (중국어). 中華民國: 台灣國際研究學會. 第54頁쪽. ISBN 9789570832280. 2022年2月22日에 원본 문서에서 보존된 문서. 蒙古帝國第四代大汗蒙哥在1259年逝世，其弟忽必烈接任大汗，消滅中國南宋，建立大元蒙古國／元朝（1271－1368）
19. ↑  劉學銚 (2013年9月13日). 《《五胡興華: 形塑中國歷史的異族》》 (중국어). 中華民國: 風格司藝術創作坊. 第215頁쪽. ISBN 9789866330445. 2022年2月22日에 원본 문서에서 보존된 문서. 北元運作了一段時間之後，蒙古民族內部產了分裂，東部的蒙古，也就是蒙古本支這一部分，不再使用「元」這個國號，而自稱為韃靼……
20. ↑  張廷玉. 《《明史‧卷一‧本紀第一‧太祖一》》 (중국어). 甲子，徐達為征虜大將軍，常遇春為副將軍，帥師二十五萬，由淮入河，北取中原。
21. ↑  張廷玉. 《《明史‧卷二‧本紀第二‧太祖二》》 (중국어). 洪武元年春正月乙亥，祀天地於南郊，即皇帝位。定有天下之號曰明，建元洪武。
22. ↑  宋濂. 《《元史‧卷第四十七‧本紀第四十七‧順帝十》》 (중국어). 乙醜，白虹貫日。罷內府興造。詔淮王帖木兒不花監國，慶童為中書左丞相，同守京城。丙寅，帝御清寧殿，集三宮後妃、皇太子、皇太子妃，同議避兵北行。失列門及知樞密院事黑廝、宦者趙伯顏不花等諫，以為不可行，不聽。伯顏不花慟哭諫曰：「天下者，世祖之天下，陛下當以死守，奈何棄之！臣等願率軍民及諸怯薛歹出城拒戰，願陛下固守京城。」卒不聽。至夜半，開健德門北奔。八月庚午，大明兵入京城，國亡。
23. ↑  柯劭忞. 《《新元史‧卷二十六‧本紀第二十六‧惠宗四昭宗》》 (중국어). 中華民國. 乙丑，詔淮王帖木兒不花監國，慶童為中書左丞相，同守京師。丙寅，帝御清寧殿，召見群臣，議幸上都。左丞相失列門、知樞密院事黑廝、參知政事郭庸及宦者趙伯顏不花固諫，不從。是夜，出建德門，率三宮後姐、皇太子幸上都，群臣扈從者左丞相失列門、平章政事兼知樞密院事哈刺章、平章政事臧家奴、右丞定住、參知政事哈海、翰林學士丞旨李百家奴、觀音奴等百餘人。
24. ↑  柯劭忞. 《《新元史‧卷二十六‧本紀第二十六‧惠宗四昭宗》》 (중국어). 中華民國. 三年二月，遣伯都帖木兒、玉山不花便於高麗，以璽書賜高麗王曰：「頃因兵亂，遷於北。今以擴廓帖木兒為相，幾於中興。王亦世祖之孫也，宜助朕複正天下。」是時，高麗稱和林為北元。伯都帖木兒等入境，王欲殺之，群臣以為不可。於是王夜見伯部帖木兒，托言目疾，恐明人知之也，使還，附苧布以獻。
25. ↑  鄭麟趾. 《《高麗史‧卷第四十三‧世家第四十三‧恭愍王六》》 (중국어). 2022년 2월 22일에 원본 문서에서 보존된 문서. 北元遼陽省平章劉益、王右丞等欲歸附大明，慮遷居民，以遼陽本我地，若我國請命，可免遷徙，遣使來告。
26. ↑  余元盦 (1958年1月). 《《內蒙古歷史槪要》》 (중국어). 中華人民共和國: 上海人民出版社. 第64頁쪽. 2022년 2월 22일에 원본 문서에서 보존된 문서. 當時蒙古地區雖與中原斷絕了經濟、文化的聯系，但在東面則仍與高麗保持了宗主國與藩屬的關係，在西面也通過回回及畏兀兒商賈與今新疆維吾爾自治區及中亞細亞等地保持了經濟的聯繫。
27. ↑  張廷玉. 《《明史‧卷一百二十四‧列傳第十二 擴廓帖木兒 陳友定 把匝剌瓦爾密》》 (중국어). 及擴廓視師河南，太祖乃復遣使通好，擴廓輒留使者不遣。凡七致書，皆不答......太祖笑曰：「遇春雖人傑，吾得而臣之。吾不能臣王保保，其人奇男子也。」
28. ↑  張廷玉. 《《明史‧卷二‧本紀第二‧太祖二》》 (중국어). 三月庚子，徐達至奉元，張思道遁。振陜西饑，戶米三石。丙午，常遇春至鳳翔，李思齊奔臨洮。
29. ↑  董倫. 《《明實錄‧太祖高皇帝實錄‧卷四十》》 (중국어). 第808頁쪽. 大將軍徐達師至鹿台，遂入奉元路。初，元行省平章李思齊據鳳翔，副將許國英、穆薛飛等守關中，張思道與孔興、脫列伯、金牌張、龍濟民、李景春等駐鹿台，以衛奉元。及聞大兵入關，思道等先三日由野魚口遁去。達至，遣都督僉事郭子興將輕騎直搗奉元，而自率大軍繼進渡涇渭。至三陵坡，父老千余迎降，達遂按兵，令左丞周凱入城撫諭。明日，達整師入，改奉元路為西安府，以夏德潤署府事，常達署經歷。
30. ↑  柯劭忞. 《《新元史‧卷二十六‧本紀第二十六‧惠宗四昭宗》》 (중국어). 中華民國. 夏四月乙丑朔，招晃火帖木兒、也速分道趨京師。辛未，也速攻永平路不克。乙亥，明兵陷鞏昌，總帥汪靈、真保等俱叛降。忽都帖木兒為上都留守。丁丑，李思齊以臨洮叛降於明
31. ↑  張廷玉. 《《明史‧卷二‧本紀第二‧太祖二》》 (중국어). 癸未，徐達克慶陽，斬張良臣，陜西平。
32. ↑  柯劭忞. 《《新元史‧卷二十六‧本紀第二十六‧惠宗四昭宗》》 (중국어). 中華民國. 三十年春正月壬辰，帝疾瘳。癸巳，明將徐達、李文忠、湯和分三道來伐，三寶奴齎手詔徵擴廓帖木兒入衛。
33. 1 2  郝維民; 齊木德道爾吉 (2006年6月1日). 《《內蒙古通史綱要》》 (중국어). 中華人民共和國: 人民出版社. 第275頁쪽. ISBN 7010056161. 2022年2月22日에 원본 문서에서 보존된 문서. 納哈出知兵善戰，在他統治下，遼陽行省長期保持穩定，成為北元政權的重要支柱並保證了北元與高麗的聯系。納哈出降明使北元朝廷在軍事、經濟方面遭受了巨大損失，因為失去了東部屏障，以呼倫貝爾、克魯倫河一帶為政治中心的北元朝廷直接暴露在大寧明軍的兵鋒之下。
34. ↑  張廷玉. 《《明史‧卷一百二十四‧列傳第十二 擴廓帖木兒 陳友定 把匝剌瓦爾密》》 (중국어). 及擴廓視師河南，太祖乃復遣使通好，擴廓輒留使者不遣。凡七致書，皆不答......太祖笑曰：「遇春雖人傑，吾得而臣之。吾不能臣王保保，其人奇男子也。」
35. ↑  張廷玉. 《《明史‧卷二‧本紀第二‧太祖二》》 (중국어). 甲戌，魏國公徐達為征虜大將軍，出雁門，趨和林，曹國公李文忠為左副將軍，出應昌，宋國公馮勝為征西將軍，取甘肅，徵擴廓帖木兒。
36. 1 2  陳捷先 (2020年10月28日). 《《明清史》》 (중국어). 中華民國: 三民書局股份有限公司. ISBN 9789571465500. 2022年2月22日에 원본 문서에서 보존된 문서. 洪武五年（1372年），塞外各地勢力在元帝策動下，經年餘的休養生息，又漸活躍，常有犯關情勢。太祖為防患未然，乃有第二次北征之舉。這次仍以徐達為征北大將軍，任中路，出雁門趨和林。李文忠為左副將軍，負責東路，出居庸趨和林。馮勝為右副將軍，任西路，出蘭州。各領大軍五萬遠征。徐達一軍先勝後敗；李文忠軍也出師不利，雖未遭敗績，但死傷很重；只有馮勝一路獲勝。
37. ↑  張廷玉. 《《明史‧卷二‧本紀第二‧太祖二》》 (중국어). 三月丁卯，都督僉事藍玉敗擴廓於土剌河。
38. ↑  張廷玉. 《《明史‧卷二‧列傳第一百二十六　李文忠　鄧愈　湯和　沐英》》 (중국어). 明年復以左副將軍由東道北徵，出居庸，趨和林，至口溫，元人遁。進至臚朐河，令部將韓政等守輜重，而自帥大軍，人齎二十日糧，疾馳至土剌河。元太師蠻子哈剌章悉眾渡河，列騎以待。文忠引軍薄之，敵稍卻。至阿魯渾河，敵來益眾。文忠馬中流矢，下馬持短兵斗。指揮李榮以所乘馬授文忠，而自奪敵馬乘之。文忠得馬，益殊死戰，遂破敵，虜獲萬計。追奔至稱海，敵兵復大集。文忠乃斂兵據險，椎牛饗士，縱所獲馬畜於野。敵疑伏，稍稍引去。文忠亦引還，失故道。至桑哥兒麻，乏水，渴甚，禱於天。所乘馬跑地，泉湧出，三軍皆給，乃刑牲以祭。遂還。是役也，兩軍勝負相當，而宣寧侯曹良臣，指揮使周顯、常榮、張耀俱戰死，以故賞不行。
39. ↑  張廷玉. 《《明史‧卷三百二十七‧列傳第二百十五‧外國八韃靼》》 (중국어). 時王保保已先卒，諸巨魁多以次平定，或望風歸附，獨丞相納哈出擁二十萬眾據金山，數窺伺遼。二十年春，命宋國公馮勝為大將軍，率潁川侯傅友德、永昌侯藍玉等，將兵二十萬征之……
40. ↑  張廷玉. 《《明史‧卷三‧本紀第三‧太祖三》》 (중국어). 丁未，納哈出降。
41. ↑  楊益; 鄭嘉偉 (2017年7月26日). 《《一本書讀懂韓國史》》 (중국어). 中華民國: 海鴿文化出版圖書有限公司. 第187頁쪽. ISBN 9789863920953. 2022年2月22日에 원본 문서에서 보존된 문서. 西元1387年（洪武二十年），朱元璋派馮勝、藍玉等大將進攻北元。盤據遼東一帶的蒙元大將納哈出向明朝投降。這樣，明朝不但對北元給予了沉重打擊，而且切斷了北元和高麗的聯絡。
42. ↑  張廷玉. 《《明史‧卷一百三十二‧列傳第二十‧朱亮祖 周德興 王弼 藍玉 謝成 李新》》 (중국어). 二十一年三月，命玉帥師十五萬征之。出大寧，至慶州。
43. ↑  E. P. Bakaeva; K. V. Orlova (2003). “Монгольские этнонимы:вопросы происхождения и этнического состава Монгольских народов” [Mongolian ethnonyms: questions of the origin and ethnic composition of the Mongolian peoples] (PDF). 《Kalmyk Scientific Center》. 2021년 7월 7일에 원본 문서 (PDF)에서 보존된 문서. 2018년 2월 2일에 확인함.
44. ↑  李伯重 (2019年10月9日). 《《火槍與帳簿：早期經濟全球化時代的中國與東亞世界》》 (중국어). 中華民國: 聯經出版事業公司. ISBN 9789570853933. 2022年1月18日에 원본 문서에서 보존된 문서. 1388年，也速迭兒汗殺死北元皇帝，廢棄大元國號，自立為汗，稱蒙古可汗，明人稱韃靼可汗。
45. ↑  白㿟皛 (2003年7月1日). 《《元朝宮廷軼事》》 (중국어). 中華人民共和國: 民族出版社. 第346頁쪽. ISBN 7105055456. 2022年1月18日에 원본 문서에서 보존된 문서. 脫古思帖木兒一行西逃和林，行至土刺河，遇到也速迭兒率兵襲擊。脫古思帖木兒被擒，以弓弦縊死。太子天寶奴同時遇難。也速迭兒奪了脫古思帖木兒的印璽，在和林自立為汗。他是元世祖忽必烈的弟弟阿里不哥的後裔。阿里不哥當年激烈地同忽必烈爭奪帝位，又是反對使用漢法的貴族保守勢力的代表。也速迭兒奪位，取消「大元」的國號，不建漢語年號。北元及其宮廷的歷史至此落下帷幕。
46. ↑  王綿厚; 朴文英 (2016年1月1日). 《《中國東北與東北亞古代交通史》》 (중국어). 中華人民共和國: 遼寧人民出版社. 第453頁쪽. ISBN 9787205079956. 2024年1月11日에 원본 문서에서 보존된 문서. 1388年北元滅亡後，蒙古分裂為韃靼、瓦剌、兀良哈三部。韃靼部在今鄂嫩河、克魯倫河以及貝加爾湖一帶，瓦剌部在今科布多河、額爾齊斯河及其以南的准噶爾盆地；兀良哈三衛，明初居住在今興安嶺以東、海西江（今松花江）以西、北海之南、潢水（今西拉木倫河）之北。
47. ↑  劉祥學 (2006年6月1日). 《《明朝民族政策演變史》》 (중국어). 中華人民共和國: 民族出版社. 第148頁쪽. ISBN 9787105077687. 2024年1月11日에 원본 문서에서 보존된 문서. 史載脫古思帖木兒被殺之後，「五傳至坤帖木兒，咸被殺，不復知帝號」 ，實力大為削弱，對明邊的威脅也有所減輕。
48. 1 2 3  김호동 (2016년 1월 15일). 《아틀라스 중앙유라시아사》. 사계절. 156~157쪽. ISBN 9788958289326.
49. ↑  范文澜、蔡美彪 (1996). “中国通史”. 人民出版社.
50. ↑  賴家度、李光壁 (1955). 《明朝對瓦剌的戰争》. 上海人民出版社. OCLC 122867256.
51. ↑  《明史紀事本末》（卷32）：「十四年春二月，也先遣使二千餘人進馬，詐稱3,000人。王振怒其詐，減去馬價，使回報，遂失和好。先是，也先遣人入貢，通事輩利其賄，告以中國虛實。也先求結婚，通事私許之，朝廷不知也。至是，貢馬，曰：“此聘禮也。”答詔無許姻意，也先益愧忿，謀寇大同。」
52. ↑  《明史》（卷328）：「十一年冬，也先攻兀良哈，遣使抵大同乞糧，幷請見守備太監郭敬。帝敕敬毋見，毋予糧。明年，復致書宣府守將楊洪。洪以聞，敕洪禮其使，報之。頃之，其部眾有來歸者，言也先謀入寇，脫脫不花止之，也先不聽，尋約諸番共背中國。帝詔問，不報。時朝使至瓦剌 ，也先等有所請乞，無不許。瓦剌使來，更增至3,000人，復虛其數以冒廩餼。禮部按實予之，所請又僅得五之一，也先大愧怒。」
53. ↑  《明史紀事本末》（卷32）：遂偕王振并官军五十余万人，至龙虎台驻营。方一鼓，众军讹相惊乱，皆以为不祥。明日，出居庸关，过怀来，至宣府。连日风雨，人情汹汹，声息愈急。随驾诸臣连上章留，振怒，悉令掠阵。未至大同，兵士已乏粮，僵尸满路。寇亦佯避，诱师深入。
54. ↑  《明史》（卷10）：「庚申，瓦剌兵大至，恭順侯吳克忠、都督吳克勤戰沒，成國公朱勇、永順伯薛綬救之，至鷂兒嶺遇伏，全軍盡覆。辛酉，次土木，被圍。」
55. ↑  《明史紀事本末》（卷32）：「十三日庚申，遣朱勇等率三萬騎禦之。勇無謀，進軍鷂兒嶺，敵於山兩翼邀阻夾攻，殺掠殆盡。是日，駕至土木，日尚未晡，去懷來僅二十里。眾欲入保懷來，以王振輜重千餘兩未至，留待之。鄺埜再上章請車駕疾驅入關，而嚴兵為殿。不報。又詣行殿力請，振怒曰：「腐儒安知兵事！再妄言必死！」埜曰：「我為社稷生靈，何得以死懼我！」振愈怒，叱左右扶出。遂駐土木。旁無水泉，又當敵衝。」
56. ↑  《明史·英宗本紀》（卷10）：辛酉，次土木，被围。壬戌，师溃，死者数十万。英国公张辅，奉宁侯陈瀛，驸马都尉井源，平乡伯陈怀，襄城伯李珍，遂安伯陈埙，修武伯沈荣，都督梁成、王贵，尚书王佐、邝埜，学士曹鼐、张益，侍郎丁铉、王永和，副都御史邓棨等，皆死，帝北狩。
57. ↑  《明史·列传》（卷170）：“时京师劲甲精骑皆陷没，所余疲卒不及十万，人心震恐，上下无固志。”
58. ↑  《明史紀事本末》（卷32）：「初，師既敗，上乃下馬盤膝面南坐。」
59. ↑  《明史紀事本末》（卷29）：「八月，師潰於土木，帝北狩。護衛將軍樊忠者，從帝旁以所持棰捶死振，曰：「吾為天下誅此賊！」遂突圍殺數十人，死之。」
60. ↑  Gérard Chaliand. Nomadic empires: from Mongolia to the Danube, p.102
61. ↑  Jack Weatherford. The Secret History of the Mongol Queens
62. 1 2 3 4 5 6 7 8  胡.阿拉腾乌拉; 高玉虎(译) (1990). “简论"瓯脱"的起源与发展”. 《内蒙古民族大学学报(社会科学版)》.
63. ↑  金晓 (2016). “简析北元各蒙古部落分布情况”. 《西部蒙古论坛》 (4): 25-31+127. 2022년 12월 10일에 원본 문서에서 보존된 문서. 2022년 12월 10일에 확인함.
64. ↑  “Ар Халх”. 《МОНГОЛЫН ТҮҮХИЙН ТАЙЛБАР ТОЛЬ》. Mongolian Academy of Sciences. 2021년 6월 24일에 원본 문서에서 보존된 문서. 2022년 12월 28일에 확인함.
65. 1 2 3 4  达力扎布 (1997). 《明代漠南蒙古历史硏究》. 內蒙古文化出版社. ISBN 9787805066288.
66. 1 2  “土默特左旗把什村史：把什板申之行政归属”. 《网易》. 2022년 12월 10일에 원본 문서에서 보존된 문서. 2022년 8월 30일에 확인함.
67. ↑  内蒙古社科院历史所 (1991년 9월). 《蒙古族通史》 修订版판. 北京: 民族出版社. ISBN 9787105042746.
68. ↑  Adle 2003, 213쪽.
69. ↑  Our great Qing: the Mongols, Buddhism and the state in late imperial China By Johan Elverskog, p. 68.
70. ↑  Willard J. Peterson, John King Fairbank, Denis C. Twitchett. The Cambridge history of China: The Ch'ing empire to 1800, Volume 9, p. 16.
71. ↑  Okada, Hidehiro (1991). “Origin of the Čaqar Mongols”. 《Mongolian Studies》 14: 169.
72. ↑  노기식 (2001). “만주의 몽골 차하르부 병합과 그 의미”. 《중국학논총》 14: 65.
73. ↑  巴音圖; 張成業 (2005年11月). 《《蒙古族近代戰爭史》》 (중국어). 中華人民共和國: 遼寧民族出版社. 第16頁쪽. ISBN 9787807221050. 2021년 12월 14일에 원본 문서에서 보존된 문서. 遺憾的是天不假年，天聰八年（1634）五月，林丹汗在病交迫中抱恨終天，死於甘肅大草灘（今甘肅省天祝藏族自治縣境內）。
74. ↑  趙爾巽. 《《清史稿·卷二·本紀二·太宗本紀一》》 (중국어). 中華民國. 丁未，命多爾袞、岳託、豪格、薩哈廉將精騎一萬，收察哈爾林丹之子額爾克孔果爾額哲。
75. ↑  業喜 (2004年10月1日). 《《蒙古族古代名將錄》》 (중국어). 中華人民共和國: 遼寧民族出版社. 第235頁쪽. ISBN 9787806448724. 2022年1月16日에 원본 문서에서 보존된 문서. 林丹汗妻子蘇泰太后與其子額哲，因大勢已去，乃獻皇帝國寶歸降。至此，成吉思汗建立的字兒只斤王朝經430餘年後崩潰。
76. ↑  宮寶利 (2005年3月26日). 《《順治事典》》 (중국어). 中華民國: 遠流出版事業股份有限公司. 第327頁쪽. ISBN 9789573254591. 2022年1月16日에 원본 문서에서 보존된 문서. 天聰九年（1635年），多爾袞率兵降服了察哈爾林丹汗之子額哲，並獲元代傳國玉璽「制誥之寶」。
77. ↑  “蒙古卫拉特法典”. 2021년 1월 18일에 원본 문서에서 보존된 문서. 2015에 확인함.
78. ↑  姑茹玛. “北喀尔喀与爱新国的最初接触及其影响”.